# マジカル頭脳パワー!!
マジカル頭脳パワー!!（マジカルずのうパワー）は、日本テレビ系列で1990年10月27日から1999年9月16日にかけて放送されていたクイズ番組・ゲームバラエティ番組である。番組キャッチコピーは「クイズで頭を鍛えよう!」。通称は「マジカル」。

## 概要
1994年3月26日までは、毎週土曜日20:00 - 20:54（以下の放送時間はすべてJST）。日テレ系列の土曜20時枠でのクイズ番組は1985年10月 - 12月に放送された『おもしろ人間ウォンテッド!!』以来、4年10カ月ぶりとなる。1994年4月14日以降は毎週木曜日19:54 - 20:54、1999年4月22日以降は同日19:58 - 20:54に変更。
最高視聴率は1996年5月2日に記録した31.6%（関東地区）。
瞬間最高視聴率は1996年4月11日放送の『大マジカル頭脳パワー!!今年はこれが流行するマル秘最新型クイズ見逃せないぞ!!スペシャル』で、要注意チーム・風見しんごが「新マジカルアート伝言バトル」で潜水艦の絵を描いた瞬間に40.9%を記録した。
○時00分ではなく他局の番組より少し早く番組を開始する、いわゆるフライングスタートを日本のゴールデンタイムで最初に行った。

### 放送時間
| 期間       | 期間      | 放送時間（日本時間）         |
| ---------- | --------- | ---------------------------- |
| 1990.10.27 | 1994.3.26 | 土曜日 20:00 - 20:54（54分） |
| 1994.4.14  | 1999.3.11 | 木曜日 19:54 - 20:54（60分） |
| 1999.4.22  | 1999.9.16 | 木曜日 19:58 - 20:54（56分） |

## 沿革
1990年、『クイズ世界はSHOW by ショーバイ!!』を人気番組に押し上げた「日本テレビクイズプロジェクト」の面々によって立ち上げられた。『SHOW by ショーバイ!!』は海外取材という性質上、収録の1週間前になってもクイズのネタがそろわないということが少なくなく、同じ種類の難しさを同時に抱えるわけにもいかないとして、二つの企画が考案された。一つが「家族」をモチーフに海外と日本の家族の共通点や違いをクイズ形式にした『家族の肖像』、もう一つが「頭の体操」のようなクイズゲーム企画の『頭脳爆発』だった。その二つのパイロット版を製作し、同プロジェクトのメンバー全員（日本テレビの小杉善信・渡辺弘・吉川圭三・五味一男、および番組制作会社ハウフルスの社長・菅原正豊）の投票の結果、「取材に赴く必要が無く、作り手の頭の中だけでクイズを考えられるメリットがある」として『頭脳爆発』を新番組の企画とすることになった。それをベースに企画を練り直して『マジカル頭脳パワー!!』となる。板東英二が司会者に起用されたのは、上記の『家族の肖像』で司会を務めた縁からである。第1回の解答者は1枠から、高田純次、田中律子、俵孝太郎、吉村明宏、糸井重里の5人であった。
視聴率は、開始当初は強力な裏番組(フジテレビ系列の『ウッチャンナンチャンのやるならやらねば!』やTBS系列の『加トちゃんケンちゃんごきげんテレビ』など)に水をあけられ、初回が7.0%、第2回が6.0%、第3回が6.2%と第11回まで一桁が続いた。前半の書き問題では視聴率が5％以下という状況で、それが最終問題の「マジカルミステリー劇場」で何とか持ち直している状況が続いていたという。その後、開始から5か月後の第19回（1991年3月16日放送分）では16.8%を記録。1994年4月からは、それまで木曜20時台に放送されていた『木曜スペシャル』と枠交換を行い、木曜日の放送となった（『木曜スペシャル』は『スーパースペシャル』に改称）。また、木曜20時台が1時間番組になるのは1973年9月までの「木曜スペシャル」以来20年半ぶりとなった。
特に1995年 - 1996年ごろは「マジカルバナナ」、「マジカルアクション伝言バトル」「エラーを探せ!」などの人気クイズで毎回20%以上の高視聴率を記録した。1995年5月11日放送分では視聴率が30.9%と、初の30%超えを達成した。瞬間最高視聴率は40.9％（1996年4月11日）。
1996年10月10日の放送を最後に、番組の顔であった所ジョージが降板。
1997年以降はコーナーをほぼ総入れ替えしてリニューアルを図ったが、番組末期の1999年に入ると11%前後の視聴率はあったものの一桁台に落ちる回も出はじめたほか、五味も番組を終わらせたい意向を示したことから、1999年9月16日放送の最終回をもって番組が終了し、9年間の放送に幕を降ろした。
2001年12月29日には『マジカル頭脳パワー!!21世紀芸能界No.1頭脳決定戦スペシャル』が放送された。
2025年5月24日には日本テレビ往年の人気番組の復活版を放送する「大進化! レジェンド番組祭り」の一環として、『マジカル頭脳パワー!!2025』が放送された。司会は永井美奈子と山里亮太。TVerでの配信も実施された。

## 内容
番組の構成は時期により大きく異なり、初期は全問書き問題（筆記式問題）、中期には早押しクイズをメインとし、後期以降はクイズというよりはゲーム色の強いコーナーが中心であった。解答者の人数は当初5人であったが、その後段階的に増えていき、末期のころには10人に増えていた。9年間の放送で全252種類のクイズ・ゲームが考案された。しかし、番組の内容が変わるたび視聴者からさまざまな意見が寄せられたため、五味が読売新聞で番組内容を変更した趣旨などを説明したこともある ほど反響も大きかった。放送は54分→60分→58分（枠内のCM・ステーションブレイクを含む）だが、番組収録は一回につき3時間を費やしていた（レギュラー放送の場合）。

### ルール
最も多くの得点を稼いだ解答者には「トップ頭脳賞」が与えられる（マジカルミステリーツアー獲得者が出た回は除く）。トップ頭脳賞の賞品は、当初は万年筆など世界の一流ステーショナリーグッズ。その後はJTBの旅行券10万円分（1993年2月 - 1995年2月）→DCカード（後の三菱UFJニコス）のギフトカード10万円分（1995年3月 - 4月）→日本信販（後の三菱UFJニコス）のギフトカード10万円分（1995年4月 - 1999年9月）がプレゼントされた。
さらに1000点以上の得点を挙げた場合には、世界の七不思議（ネス湖、ナスカの地上絵、ピラミッド、イースター島、万里の長城 、マヤ文明、エアーズロック）を全て周る「マジカルミステリーツアー」（世界一周旅行）へ招待される。

### 番組内容の変遷
初期は多湖輝や芦ヶ原伸之が監修した影響が強く、スーパークイズコンピューター「マジカル君」が出題をするという設定のもと、パズルやなぞなぞを中心とした書き問題のみで構成されていた。
1991年春からは番組に順次テコ入れがされ、早押しクイズが登場。まだこの時は、1人が正解したら終了するという、他のクイズ番組でも行われていたような標準的な形式のものだった。当時の早押しクイズは頭脳指数が200から時間ごとに10ずつ減り0まで、誤答だと一回休み。
1991年秋からは「恐怖の居残り早押しクイズ」と称したものが中心となった。正解を出せていない解答者同士は何を言っているのかわからない（他の解答者の解答は聞こえない）状態で進行、頭脳指数は200（途中から100）からスタートして-50まで減り、全員が正解するかVTRが最後まで流れるまで出題が打ち切られず続くようになった。この形式の代表的なクイズは「あるなしクイズ」である。1991年11月9日から1993年11月13日までの約2年間は解答者席に自動で出し入れがなされる檻が設置され、居残り早押しで答えがわかるまでは檻に閉じ込められるようになった。1993年12月4日以降は檻は廃止されたものの、1995年1月までこの形式のクイズは続いた（1995年3月16日の90分SPで1回のみ復活）。
居残り早押し導入後も書き問題は併存していたが、1992年春に書き問題は全廃。居残り早押しではない早押し形式の問題（「エラーを探せ」など）も含め、全問早押しクイズとなった。
居残り早押し導入前には基本的に減点の概念がなかったため、例外的に減点して0点未満の得点となった際のマイナス表示も手書きの紙を貼り付けたものだったが、居残り早押し導入以降、デジタル表示でマイナスの記号を出すようになった。
1993年までは番組内で出題されるクイズはすべて解答者席で実施されていた。1994年1月8日の『大マジカル』で登場した「マジカルシャウト」は解答者席の外で行う初めてのクイズであり、当初は「シャウト」のみ解答者席の外で行っていたが、同年秋に「マジカルアート」が開始されたのを皮切りに解答者席の外で行うクイズが徐々に増え始めた。また、「くっつきバトルロイヤル」などの早押しクイズではない解答者同士を競わせる勝ち残り形式のクイズが徐々に導入されるようになる。
1995年1月に大幅なリニューアルを行い、早押しクイズは「エラーを探せ」を除いて全廃。1995年-1996年ごろには「マジカルバナナ」・「おぼえてしりとりバトル」・「マジカルチェンジ」・「マジカルインスピレーション」などの言葉遊び・連想ゲーム・リズム系クイズが一世を風靡し、人気を集めた。また、特に長い時間を割いた「マジカル伝言バトル」（1994年-1997年）では、伝達ミスなどのおもしろいハプニングが毎回のように起こった。この時期になると司会者と解答者のやり取りをなくして、限りある時間で多くのクイズ・ゲームを行うためテンポが速くなったり、過剰なテロップの挿入が見られるようになった。これは、総合演出の五味が「帰国子女が帰国していきなり見ても分かるように、ザッピングしていても一瞬で分かるようにする」という方針を立てたためである。テロップにはふりがなをつけることもあった。「わかりやすさ」と「飽きさせない」ということを徹底的に追及するため、毎分の視聴率が下がれば躊躇なくそのクイズを打ち切って新しいクイズを考えていた。「マジカルバナナ」の収録でも少しでも子供に分かりづらい単語が出たら、ルール的には正解であろうが撮り直しを命じていたという。五味は「ずっと同じことをやっていればそのうちに視聴者は理解してくれるだろうというのではなく、とにかく試行錯誤でいろんなことをやって、リアクションや評判のいいものをやっていこうという方針でした。新しいゲームを毎週のように作っていたんです」と語っている。
リニューアルを図った番組末期の1998年以降になると、クイズ形式の要素は次第になくなっていき、各解答者が競い合うゲームが主体となっていった。またこの時期は、収録した内容を放送時に編集で組み替えて収録順と放送するコーナーの順番が異なっていたため、画面上では解答席に表示された得点が突然増減しているということもあった。
放送の全期間において視聴者からの問題の投稿を受け付けていた。投稿はハガキ・インターネット（番組ホームページを開設した後期のみ）による。採用者への賞品は当初は番組特製・時価10万円の純銀のパズル（タングラム）。後にこれに加え番組から出された本、トミー（後のタカラトミー）から発売された同番組のボードゲームや「あるなしクイズ」ビデオのセットなども贈られるようになった。その後パズルは図書券に変更、さらに後には図書券も廃止されボードゲームなどの番組関連グッズ（紹介の際には「マジカルグッズ」と呼んでいた）のみになった。募集告知は当初、番組途中に呼び掛け、エンディングに宛先の表示をしていたが、後に呼び掛け・宛先表示をエンディングで一括して行うようになり、後期は「マジカルシャウト」のコーナー中に短く行うようになった。

## 放送リスト

### 1990年
| 回数 | 放送日   | 5枠        | 4枠      | 3枠      | 2枠      | 1枠        |
| ---- | -------- | ---------- | -------- | -------- | -------- | ---------- |
| 1    | 10月27日 | 糸井重里   | 吉村明宏 | 俵孝太郎 | 田中律子 | 高田純次   |
| 2    | 11月3日  | 黒鉄ヒロシ | 吉村明宏 | 俵孝太郎 | 田中律子 | 所ジョージ |

### 1991年
| 回数 | 放送日   | 5枠          | 4枠          | 3枠      | 2枠        | 1枠          |
| ---- | -------- | ------------ | ------------ | -------- | ---------- | ------------ |
| 10   | 1月12日  | 清水ミチコ   | 吉村明宏     | 俵孝太郎 | 田中律子   | 所ジョージ   |
| 11   | 1月19日  | 間寛平       | 吉村明宏     | 俵孝太郎 | 田中律子   | 所ジョージ   |
| 12   | 1月26日  | 間寛平       | ラサール石井 | 俵孝太郎 | 田中律子   | 所ジョージ   |
| 13   | 2月2日   | 間寛平       | 山瀬まみ     | 俵孝太郎 | 田中律子   | ラサール石井 |
| 14   | 2月9日   | 間寛平       | ラサール石井 | 俵孝太郎 | 田中律子   | 和田アキ子   |
| 15   | 2月16日  | 高田純次     | ラサール石井 | 俵孝太郎 | 田中律子   | 所ジョージ   |
| 20   | 3月23日  | 間寛平       | 安部譲二     | 俵孝太郎 | 相楽晴子   | 所ジョージ   |
| 21   | 4月20日  | 間寛平       | ラサール石井 | 俵孝太郎 | 千堂あきほ | 所ジョージ   |
| 28   | 10月26日 | 間寛平       | ルー大柴     | 俵孝太郎 | 千堂あきほ | 所ジョージ   |
| 30   | 11月9日  | 間寛平       | 田中義剛     | 俵孝太郎 | 千堂あきほ | 高田純次     |
| 31   | 11月16日 | 間寛平       | 高田純次     | 俵孝太郎 | 松本伊代   | 所ジョージ   |
| 32   | 11月23日 | 間寛平       | ラサール石井 | 俵孝太郎 | 千堂あきほ | 所ジョージ   |
| 33   | 11月30日 | 間寛平       | 蓮舫         | 俵孝太郎 | 千堂あきほ | 所ジョージ   |
| 34   | 12月14日 | C.C.ガールズ | 間寛平       | 俵孝太郎 | 千堂あきほ | 所ジョージ   |
| 35   | 12月21日 | 間寛平       | 千堂あきほ   | 俵孝太郎 | 和田アキ子 | 所ジョージ   |

### 1992年
| 回数 | 放送日   | 6枠    | 5枠        | 4枠                | 3枠      | 2枠        | 1枠        |
| ---- | -------- | ------ | ---------- | ------------------ | -------- | ---------- | ---------- |
| 36   | 1月11日  | なし   | 間寛平     | 諸星和巳           | 俵孝太郎 | 千堂あきほ | 所ジョージ |
| 37   | 1月18日  | なし   | 間寛平     | マルシア           | 俵孝太郎 | 蓮舫       | 所ジョージ |
| 38   | 1月25日  | なし   | 間寛平     | 花島優子           | 俵孝太郎 | 千堂あきほ | 所ジョージ |
| 39   | 2月1日   | なし   | ribbon     | 間寛平             | 俵孝太郎 | 千堂あきほ | 所ジョージ |
| 40   | 2月8日   | なし   | 間寛平     | 千堂あきほ         | 俵孝太郎 | 和田アキ子 | 所ジョージ |
| 41   | 2月15日  | なし   | 間寛平     | 松本伊代           | 俵孝太郎 | 千堂あきほ | 所ジョージ |
| 42   | 2月22日  | なし   | 間寛平     | 村野武憲           | 俵孝太郎 | 千堂あきほ | 所ジョージ |
| 43   | 2月29日  | なし   | 間寛平     | 峰竜太             | 俵孝太郎 | 千堂あきほ | 所ジョージ |
| 44   | 3月7日   | なし   | 間寛平     | 諸星和巳           | 俵孝太郎 | 千堂あきほ | 所ジョージ |
| 45   | 3月14日  | なし   | 間寛平     | 西田ひかる         | 俵孝太郎 | 千堂あきほ | 所ジョージ |
| 46   | 3月21日  | なし   | 間寛平     | タケカワユキヒデ   | 俵孝太郎 | 千堂あきほ | 所ジョージ |
| 47   | 4月18日  | なし   | 間寛平     | 千堂あきほ         | 俵孝太郎 | 和田アキ子 | 所ジョージ |
| 48   | 5月9日   | 間寛平 | 松本伊代   | 村野武憲           | 俵孝太郎 | 千堂あきほ | 所ジョージ |
| 50   | 7月4日   | なし   | 間寛平     | 関根勤             | 俵孝太郎 | 千堂あきほ | 所ジョージ |
| 54   | 10月24日 | 間寛平 | 尾崎紀世彦 | 山咲千里           | 俵孝太郎 | 千堂あきほ | 所ジョージ |
| 57   | 11月14日 | 間寛平 | ジミー大西 | ケント・デリカット | 俵孝太郎 | 千堂あきほ | 所ジョージ |
| 60   | 12月5日  | 間寛平 | 田中義剛   | 西村知美           | 俵孝太郎 | 千堂あきほ | 所ジョージ |

### 1993年
| 回数 | 放送日   | コーナー                                                             | 7枠    | 6枠      | 5枠      | 4枠                 | 3枠      | 2枠        | 1枠        |
| ---- | -------- | -------------------------------------------------------------------- | ------ | -------- | -------- | ------------------- | -------- | ---------- | ---------- |
| 64   | 1月9日   | マジカルコインいち文字クイズ、早押しエラーを探せ！                   | なし   | 間寛平   | 川合俊一 | 酒井法子            | 俵孝太郎 | 千堂あきほ | 所ジョージ |
| 68   | 2月6日   | マジカルコインいち文字クイズ、シャッフルクイズ、早押しエラーを探せ！ | なし   | 間寛平   | 桑野信義 | 小柳ルミ子&大澄賢也 | 俵孝太郎 | 千堂あきほ | 所ジョージ |
| 75   | 5月8日   | マジカルコインいち文字クイズ                                         | なし   | 間寛平   | 早坂好恵 | 山咲千里            | 俵孝太郎 | 千堂あきほ | 所ジョージ |
| 79   | 7月3日   | シャッフルクイズ、早押しエラーを探せ！                               | なし   | 間寛平   | 逸見政孝 | ヒロミ              | 俵孝太郎 | 千堂あきほ | 所ジョージ |
| 85   | 10月30日 | 早押しエラーを探せ！                                                 | 間寛平 | 山口森広 | 松村邦洋 | 早坂好恵            | 俵孝太郎 | 千堂あきほ | 所ジョージ |

### 1994年
| 回数 | 放送日   | 7枠                | 6枠        | 5枠        | 4枠        | 3枠      | 2枠        | 1枠        |
| ---- | -------- | ------------------ | ---------- | ---------- | ---------- | -------- | ---------- | ---------- |
| 91   | 1月15日  | 間寛平             | 松村邦洋   | 細川隆一郎 | 山咲千里   | 俵孝太郎 | 千堂あきほ | 所ジョージ |
| 92   | 1月22日  | 間寛平             | 伊集院光   | 池谷幸雄   | 中居正広   | 俵孝太郎 | 千堂あきほ | 所ジョージ |
| 93   | 1月29日  | ダチョウ倶楽部     | 間寛平     | 久本雅美   | 山咲千里   | 俵孝太郎 | 千堂あきほ | 所ジョージ |
| 97   | 2月26日  | 間寛平             | 桑野信義   | 中山秀征   | マルシア   | 俵孝太郎 | 千堂あきほ | 所ジョージ |
| 100  | 3月26日  | 間寛平             | 池谷幸雄   | 早坂好恵   | 藤谷美和子 | 俵孝太郎 | 千堂あきほ | 所ジョージ |
| 101  | 4月14日  | 間寛平             | 安達祐実   | 中山秀征   | 道蔦岳史   | 俵孝太郎 | 千堂あきほ | 所ジョージ |
| 102  | 4月21日  | 間寛平             | 大東めぐみ | 松村邦洋   | 関根勤     | 俵孝太郎 | 千堂あきほ | 所ジョージ |
| 103  | 4月28日  | ダチョウ倶楽部     | 間寛平     | 早坂好恵   | 池谷幸雄   | 俵孝太郎 | 千堂あきほ | 所ジョージ |
| 108  | 6月9日   | ダチョウ倶楽部     | 間寛平     | 北野大     | 山咲千里   | 俵孝太郎 | 千堂あきほ | 所ジョージ |
| 116  | 9月15日  | ダチョウ倶楽部     | 間寛平     | 池谷幸雄   | 山咲千里   | 俵孝太郎 | 千堂あきほ | 所ジョージ |
| 117  | 9月22日  | 今田耕司／東野幸治 | 間寛平     | 定岡正二   | 北野大     | 俵孝太郎 | 千堂あきほ | 所ジョージ |
| 118  | 10月20日 | ダチョウ倶楽部     | 間寛平     | マルシア   | 羽田恵理香 | 俵孝太郎 | 千堂あきほ | 所ジョージ |
| 119  | 10月27日 | 間寛平             | 松村邦洋   | 西田ひかる | 山咲千里   | 俵孝太郎 | 千堂あきほ | 所ジョージ |

### 1995年
| 回数 | 放送日   | 8枠                                     | 7枠                                | 6枠                       | 5枠                          | 4枠                                  | 3枠                                   | 2枠                          | 1枠        | コーナー                                               |
| ---- | -------- | --------------------------------------- | ---------------------------------- | ------------------------- | ---------------------------- | ------------------------------------ | ------------------------------------- | ---------------------------- | ---------- | ------------------------------------------------------ |
| 126  | 1月19日  | ダチョウ倶楽部                          | 間寛平                             | 今田耕司／東野幸治        | 北野大                       | 早坂好恵                             | 俵孝太郎                              | 千堂あきほ                   | 所ジョージ | マジカルシャウト                                       |
| 127  | 1月26日  | 今田耕司／東野幸治                      | 間寛平                             | 池谷幸雄                  | 飯島愛                       | 北野大                               | 俵孝太郎                              | 千堂あきほ                   | 所ジョージ |                                                        |
| 128  | 2月2日   | ダチョウ倶楽部                          | 間寛平                             | 早坂好恵                  | 加藤紀子                     | 山咲千里                             | 俵孝太郎                              | 千堂あきほ                   | 所ジョージ |                                                        |
| 129  | 2月9日   | 松岡昌宏/長瀬智也                       | 間寛平                             | 松村邦洋                  | 池谷幸雄                     | 飯島愛                               | 北野大                                | 千堂あきほ                   | 所ジョージ |                                                        |
| 130  | 2月16日  | 今田耕司／東野幸治                      | 間寛平                             | 定岡正二                  | 加藤紀子                     | 山咲千里                             | 俵孝太郎                              | 千堂あきほ                   | 所ジョージ |                                                        |
| 131  | 2月23日  | ダチョウ倶楽部                          | 間寛平                             | 今田耕司／東野幸治        | 松村邦洋                     | 飯島愛                               | 北野大                                | 千堂あきほ                   | 所ジョージ |                                                        |
| 132  | 3月2日   | ダチョウ倶楽部                          | 間寛平                             | マルシア                  | 池谷幸雄                     | 西田ひかる                           | 北野大                                | 千堂あきほ                   | 所ジョージ |                                                        |
| 133  | 3月9日   | 後藤俊哉/藤井恒久                       | 間寛平                             | 加藤紀子                  | 関根勤                       | 山咲千里                             | 北野大                                | 千堂あきほ                   | 所ジョージ |                                                        |
| SP   | 3月16日  | TOKIO                                   | 間寛平                             | 加藤紀子                  | 定岡正二                     | 飯島愛                               | 俵孝太郎                              | 千堂あきほ                   | 所ジョージ | マジカルシャウト                                       |
| SP   | 4月6日   | 間寛平/久本雅美/松村邦洋/ダチョウ倶楽部 | 江川 卓/定岡正二/川合俊一/池谷幸雄 | 高田純次/森口博子/飯島 愛 | 西田ひかる/酒井法子/加藤紀子 | 北野 大/山咲千里/麻木久仁子/安達祐実 | 中居 正広/木村 拓哉/森 且行/香取 慎吾 | 千堂あきほ/今田耕司/東野幸治 | 所ジョージ | スペシャルシャウト、マジカルバナナ                     |
| 134  | 4月13日  | ダチョウ俱楽部                          | 間寛平                             | 早坂好恵                  | 松岡昌宏/長瀬智也            | 飯島愛                               | 中山秀征                              | 千堂あきほ                   | 所ジョージ | マジカルバナナ、マジカルシャウト                       |
| 146  | 7月27日  | 間寛平                                  | 松村邦洋                           | マルシア                  | 風見しんご                   | 松岡昌宏/山口達也                    | 山咲千里                              | 千堂あきほ                   | 所ジョージ | マジカルバナナ、マジカルシャウト                       |
| SP   | 9月21日  | なし                                    | なし                               | 北野大/定岡正二           | 加藤紀子/小松千春            | 中居正広/香取慎吾                    | 木村拓哉/稲垣吾郎                     | 千堂あきほ/間寛平            | 所ジョージ | マジカルバナナ、マジカルシャウト                       |
| 151  | 10月19日 | 間寛平                                  | 定岡正二                           | 早坂好恵                  | 池谷幸雄                     | 山咲千里                             | 中居正広                              | 加藤紀子                     | 所ジョージ | マジカルバナナ、超瞬間お手上げクイズ、マジカルシャウト |
| 158  | 12月7日  | 間寛平                                  | 定岡正二                           | 飯島愛                    | 風見しんご                   | 辺見えみり                           | 松岡昌宏/山口達也                     | 加藤紀子                     | 所ジョージ | マジカルバナナ、超瞬間お手上げクイズ、マジカルシャウト |

### 1996年
| 回数 | 放送日   | 8枠                                     | 7枠                            | 6枠                          | 5枠                                   | 4枠                          | 3枠        | 2枠                      | 1枠                 | コーナー |
| ---- | -------- | --------------------------------------- | ------------------------------ | ---------------------------- | ------------------------------------- | ---------------------------- | ---------- | ------------------------ | ------------------- | --- |
| 159  | 1月11日  | 間寛平                                  | 定岡正二                       | 小松千春                     | 国分太一/長瀬智也                     | 山咲千里                     | 北野大     | 加藤紀子                 | 所ジョージ          | マジカルバナナ、超瞬間お手上げクイズ、クラップ、新エラーを探せ！ |
| 160  | 1月18日  | 間寛平                                  | 松村邦洋                       | 早坂好恵                     | 風見しんご                            | 城島茂/松岡昌宏              | 北野大     | 加藤紀子                 | 所ジョージ          | マジカルバナナ、超瞬間お手上げクイズ |
| 161  | 1月25日  | 間寛平                                  | 早坂好恵                       | 辺見えみり                   | 清水圭                                | 山咲千里                     | 香取慎吾   | 加藤紀子                 | 所ジョージ          | マジカルバナナ、超瞬間お手上げクイズ |
| 165  | 2月22日  | 間寛平                                  | 松村邦洋                       | 早坂好恵                     | 稲垣吾郎                              | 荻野目洋子                   | 清水圭     | 加藤紀子                 | 所ジョージ          | マジカルバナナ、超瞬間お手上げクイズ |
| 166  | 2月29日  | 間寛平                                  | 早坂好恵                       | 森且行                       | 三井ゆり                              | 風見しんご                   | 山咲千里   | 加藤紀子                 | 所ジョージ          | マジカルバナナ、超瞬間お手上げクイズ、クラップ |
| 169  | 4月25日  | 森田剛/岡田准一/三宅健                  | 間寛平                         | 松村邦洋                     | 早坂好恵                              | 風見しんご                   | 荻野目洋子 | 加藤紀子                 | 所ジョージ          | マジカルバナナ、超瞬間お手上げクイズ、カウント、新エラーを探せ！ |
| 170  | 5月2日   | 間寛平                                  | デーブ大久保                   | 城島茂/長瀬智也              | 清水圭                                | 西田ひかる                   | 高橋英樹   | 加藤紀子                 | 所ジョージ          | マジカルバナナ、超瞬間お手上げクイズ、カウント、新エラーを探せ！ |
| 171  | 5月9日   | 井ノ原快彦/坂本昌行/長野博              | 間寛平                         | 定岡正二                     | 榎本加奈子                            | 風見しんご                   | 北野大     | 加藤紀子                 | 所ジョージ          | マジカルバナナ、超瞬間お手上げクイズ、カウント、新エラーを探せ！ |
| 172  | 5月16日  | 間寛平                                  | 松村邦洋                       | 荻野目洋子                   | 清水圭                                | 城島茂/国分太一              | 舛添要一   | 加藤紀子                 | 所ジョージ          | マジカルバナナ、超瞬間お手上げクイズ、カウント、新エラーを探せ！ |
| 173  | 5月30日  | 森田剛/岡田准一/三宅健                  | 間寛平                         | 安藤和津                     | 風見しんご                            | 観月ありさ                   | 北野大     | 加藤紀子                 | 所ジョージ          | マジカルバナナ、超瞬間お手上げクイズ、シャウト、新エラーを探せ！ |
| 174  | 6月20日  | 間寛平                                  | デーブ大久保                   | 荻野目洋子                   | 清水圭                                | 城島茂/長瀬智也              | 麻木久仁子 | 加藤紀子                 | 所ジョージ          | マジカルバナナ、超瞬間お手上げクイズ、シャウト、新エラーを探せ！ |
| 175  | 6月27日  | 間寛平                                  | 長野博/坂本昌行                | 定岡正二                     | 風見しんご                            | 西田ひかる                   | 北野大     | 加藤紀子                 | 所ジョージ          | マジカルバナナ、超瞬間お手上げクイズ、シャウト、新エラーを探せ！ |
| 181  | 9月5日   | Coming Century                          | 間寛平                         | 風見しんご                   | 高橋英樹                              | 荻野目洋子                   | 北野大     | 加藤紀子                 | 所ジョージ          | マジカルバナナ、超瞬間お手上げクイズ |
| 182  | 9月12日  | Coming Century                          | 間寛平                         | 松村邦洋                     | 辺見えみり                            | 清水圭                       | 北野大     | 加藤紀子                 | 所ジョージ          | マジカルバナナ、超瞬間お手上げクイズ |
| SP   | 10月10日 | 間寛平/久本雅美/安藤和津/ダチョウ倶楽部 | 風見しんご/早坂好恵/荻野目洋子 | 江川卓/定岡正二/デーブ大久保 | 高田純次/森口博子/川合俊一/辺見えみり | 北野大/麻木久仁子/川島なお美 | V6         | 加藤紀子/清水圭/瀬戸朝香 | 松村邦洋/所ジョージ | マジカルバナナ、超瞬間お手上げクイズ、ジャンケン、マジカルきをつけ！つられちゃダメよ、チェンジ、スーパーシャウト、ものまね動物園、プッシュ、ダブルしりとり、ブロック、イマジネーション、マジカルプラスあわせていくつ？、スペシャルチェンジ、スペシャルシャウト、新エラーを探せ！ |
| 183  | 10月17日 | 間寛平                                  | 辺見えみり                     | 三宅健/岡田准一              | 風見しんご                            | 安室奈美恵                   | 北野大     | 加藤紀子                 | 今田耕司            | マジカルバナナ、超瞬間お手上げクイズ |
| 190  | 12月5日  | Coming Century                          | 間寛平                         | 定岡正二                     | 清水圭                                | 観月ありさ                   | 北野大     | 加藤紀子                 | 今田耕司            | マジカルバナナ、趙俊寛お手上げクイズ |
| 191  | 12月12日 | Coming Century                          | 間寛平                         | 定岡正二                     | 風見しんご                            | 三遊亭楽太郎                 | 麻木久仁子 | 加藤紀子                 | 今田耕司            | マジカルバナナ、超瞬間お手上げクイズ |

### 1997年
| 回数 | 放送日   | 本命                     | 対抗                           | 一番人気            | 名門                           | 絶好調                                      | 一発逆転                      | 要注意                         | 大穴                            | コーナー |
| ---- | -------- | ------------------------ | ------------------------------ | ------------------- | ------------------------------ | ------------------------------------------- | ----------------------------- | ------------------------------ | ------------------------------- | --- |
| SP   | 1月9日   | 今田耕司/加藤紀子/清水圭 | 風見しんご/観月ありさ/佐藤藍子 | V6                  | 北野大/麻木久仁子/西田ひかる   | 高田純次/森口博子/辺見えみり                | 江川 卓/定岡正二/デーブ大久保 | 川合俊一/早坂好恵/荻野目洋子   | 間 寛平/久本雅美/松村邦洋       | マジカルバナナ、超瞬間お手上げクイズ、マジカルジャンケン、マジカルチェンジ、マジカルイマジネーション、スーパーシャウト、マジカルものまね動物園、プッシュ、ダブルしりとり、逆さまジャンケン、スペシャルチェンジ、マジカルプラス、裏バナナ、マジカルきをつけ！つられちゃダメよ、新エラーを探せ！ |
| 回数 | 放送日   | 8枠                      | 7枠                            | 6枠                 | 5枠                            | 4枠                                         | 3枠                           | 2枠                            | 1枠                             | コーナー |
| 192  | 1月16日  | 間寛平                   | 細川直美                       | 風見しんご          | 高橋英樹                       | 麻木久仁子                                  | 北野大                        | 加藤紀子                       | 今田耕司                        | マジカル裏バナナ、超瞬間お手上げクイズチェンジ、マジカルシャウト、シャウト、新エラーを探せ！ |
| 回数 | 放送日   | 本命                     | 対抗                           | 一番人気            | 名門                           | 絶好調                                      | 一発逆転                      | 要注意                         | 大穴                            | コーナー |
| SP   | 4月3日   | 今田耕司/加藤紀子/清水圭 | 風見しんご/田中律子/西田ひかる | V6                  | 北野大/麻木久仁子/渡辺満里奈   | 高田純次/森口博子/辺見えみり                | 江川 卓/定岡正二/デーブ大久保 | 川合俊一/荻野目洋子/松村邦洋   | 間 寛平/久本雅美/つぶやきシロー | |
| 回数 | 放送日   | 8枠                      | 7枠                            | 6枠                 | 5枠                            | 4枠                                         | 3枠                           | 2枠                            | 1枠                             | コーナー |
| SP   | 7月10日  | MAX                      | 間寛平/佐藤藍子                | 松村邦洋/辺見えみり | 猿岩石                         | 風見しんご/田中律子                         | 城島茂/長瀬智也               | 高橋英樹/西田ひかる            | 加藤紀子/今田耕司               | |
| 回数 | 放送日   | 本命                     | 対抗                           | 一番人気            | 名門                           | 絶好調                                      | 一発逆転                      | 要注意                         | 大穴                            | コーナー |
| SP   | 10月9日  | 今田耕司/加藤紀子/清水圭 | 風見しんご/田中律子/西田ひかる | TOKIO               | ラサール石井/北野大/麻木久仁子 | 高田純次/佐藤藍子/中山エミリ/つぶやきシロー | 江川 卓/川合俊一/定岡正二/    | 荻野目洋子/遠藤久美子/爆笑問題 | 間 寛平/久本雅美/松村邦洋/千秋  | マジカルパンダ |
| 回数 | 放送日   | 8枠                      | 7枠                            | 6枠                 | 5枠                            | 4枠                                         | 3枠                           | 2枠                            | 1枠                             | コーナー |
| 213  | 10月16日 |                          | 間寛平                         |                     |                                |                                             |                               | 加藤紀子                       | 今田耕司                        | |
| 214  | 10月23日 |                          |                                |                     |                                |                                             |                               | 加藤紀子                       | 今田耕司                        | |
| 222  | 12月18日 |                          |                                |                     |                                |                                             |                               | 加藤紀子                       | 今田耕司                        | |

### 1998年
| 回数 | 放送日  | 8枠          | 7枠    | 6枠          | 5枠        | 4枠        | 3枠    | 2枠      | 1枠      |
| ---- | ------- | ------------ | ------ | ------------ | ---------- | ---------- | ------ | -------- | -------- |
| 225  | 1月29日 | ネプチューン | 間寛平 | 千秋         | 風見しんご | さとう珠緒 | 城島茂 | 加藤紀子 | 今田耕司 |
| 231  | 3月12日 | ネプチューン | 間寛平 | ラサール石井 | 山口達也   | 中山エミリ | 北野大 | 加藤紀子 | 今田耕司 |

| 回数 | 放送日   | 1枠      | 2枠        | 3枠            | 4枠        | 5枠             | 6枠             | 7枠             | 8枠    |
| ---- | -------- | -------- | ---------- | -------------- | ---------- | --------------- | --------------- | --------------- | ------ |
| 241  | 7月30日  | 今田耕司 | 加藤紀子   | 石田純一       | 西田ひかる | 中山エミリ      | 東海林のり子    | 森田剛/三宅健   | 間寛平 |
| 242  | 8月13日  | 今田耕司 | 加藤紀子   | にしきのあきら | 中山エミリ | 森田剛/岡田准一 | 千秋            | 極楽とんぼ      | 間寛平 |
| 250  | 12月10日 | 今田耕司 | 中山エミリ | 石塚英彦       | 飯島愛     | 鴻 上 尚 史     | 久本雅美        | 三宅健/岡田准一 | 間寛平 |
| 251  | 12月17日 | 今田耕司 | 加藤紀子   | 峰竜太         | 山田まりや | ラサール石井    | 三宅健/岡田准一 | 蛭子能収        | 間寛平 |

### 1999年
| 回数 | 放送日  | 1枠      | 2枠        | 3枠      | 4枠               | 5枠          | 6枠        | 7枠             | 8枠          | 9枠      | 10枠   |
| ---- | ------- | -------- | ---------- | -------- | ----------------- | ------------ | ---------- | --------------- | ------------ | -------- | ------ |
| 255  | 2月4日  | 今田耕司 | 中山エミリ | 森口博子 | 梅宮アンナ        | 江頭2:50     | マリアン   | 森田剛/岡田准一 | 間寛平       | なし     | なし   |
| 265  | 6月24日 | 今田耕司 | 一色紗英   | 森田剛   | 森口博子/朝丘雪路 | ラサール石井 | 大山のぶ代 | 渡辺満里奈      | エスパー伊東 | 久本雅美 | 間寛平 |
| 273  | 9月9日  | 今田耕司 | 中山エミリ | 長野博   | 千秋              | 布施博       | 原千晶     | 栗田貫一        | 山田花子     | 出川哲朗 | 間寛平 |

| 回数 | 放送日  | 出演者 |
| ---- | ------- | --- |
|      | 9月16日 | 今田耕司、西田ひかる、千堂あきほ、加藤紀子、田中律子、間寛平、山咲千里、中山エミリ、V6、久本雅美、ラサール石井、江川卓、森口博子、風見しんご、松村邦洋 |

### 2001年
| 回数 | 放送日   | 本命                 | 対抗                             | 絶好調                                 | 名門                               | 気合十分                               | 要注意                     | 一発逆転                     | 大穴                           |
| ---- | -------- | -------------------- | -------------------------------- | -------------------------------------- | ---------------------------------- | -------------------------------------- | -------------------------- | ---------------------------- | ------------------------------ |
|      | 12月29日 | 所ジョージ、松村邦洋 | ラサール石井、加藤紀子、中澤裕子 | トータス松本、優香、須藤理彩、石塚英彦 | 山咲千里、北野大、菊川怜、青島健太 | 江川卓、大林素子、さとう珠緒、畑山隆則 | 高田純次、安達祐実、オセロ | 伊集院光、柴田理恵、勝俣州和 | 間寛平、はしのえみ、浅草キッド |

### 2025年
| 回数 | 放送日  | 本命                           | 対抗                                                         | 名門                                                   | 人気者                                                                                   | 絶好調                               | 気合十分                                       | 一発逆転                                     | 大穴                                       |
| ---- | ------- | ------------------------------ | ------------------------------------------------------------ | ------------------------------------------------------ | ---------------------------------------------------------------------------------------- | ------------------------------------ | ---------------------------------------------- | -------------------------------------------- | ------------------------------------------ |
|      | 5月24日 | 所ジョージ、井森美幸、松村邦洋 | 加藤紀子、パトリック・ハーラン（パックンマックン）、アンミカ | 田中卓志（アンガールズ）、本並健治、丸山桂里奈、清原博 | 大橋和也（なにわ男子）、信子（ぱーてぃーちゃん）、和田まんじゅう（ネルソンズ）、久本雅美 | カンニング竹山、狩野英孝、松村沙友理 | ロッチ（コカドケンタロウ・中岡創一）、浜口京子 | ドランクドラゴン（塚地武雅・鈴木拓）、平愛梨 | 間寛平、紺野ぶるま、酒井貴士（ザ・マミィ） |

## 出演者

### 司会
- 初代（1990年10月27日（第1回） - 1999年9月16日（最終回）、2001年12月29日 復活スペシャル）：板東英二
  - 司会者としての他に、大マジカル（本命チームが所ジョージ1人だったため）・解答者7人体制時での「マジカルアート」にて助っ人として参加していた。1992年のあるなし夏休みスペシャルでは、チームリーダーも務め、クイズに挑戦した。また、2001年復活スペシャルの直前に放送された『スーパースペシャル2001・総制作費30億!!日テレ年末年始スペシャルのオイシイ所ジョージが全て見せますペシャル』（2001年12月22日放送）では「マジカルの顔」として紹介された。
  - レギュラー放送時代には番組唯一の無欠席と1度目の復活スペシャルでも司会を続投したものの、23年ぶりの2度目の復活スペシャルは降板。後述する山里亮太に引き継がれた。降板の理由は非公表で不明。これにより、レギュラー放送時代第1回放送より無欠席の出演者がいなくなった。
  - 2012年に放送された後継番組『快脳!マジかるハテナ』の初回にもゲストで出演している。
- 2代目（2025年5月24日復活スペシャル）：山里亮太　※ 南海キャンディーズメンバー

### マジカル・オペレーター（アシスタント）
当初は「スーパークイズコンピューター『マジカル君』の担当」という設定で、マジカル君による分析を解説する「オペレーター」という役が与えられていた。永井就任後は「マジカル・オペレーター」の名称は使われなくなった。
- 初代（1990年10月27日（第1回） - 1992年10月10日）：木村優子
- 2代目（1992年10月24日 - 1999年9月16日（最終回）、2025年5月24日復活スペシャル）：永井美奈子
- 3代目（2001年12月29日復活スペシャル）：魚住りえ

3人とも出演当時は日本テレビアナウンサーだった。

### 解答者

#### レギュラー解答者
1枠
- 所ジョージ（1990年11月3日 - 1996年10月10日、2001年12月29日・2025年5月24日各々復活スペシャル）
  - 司会の板東と並んで番組の顔ともいえる存在。
  - レギュラー放送では圧倒的な強さで常に好成績であり、トップ頭脳賞80回・マジカルミステリーツアー10回は共に獲得回数は全解答者中1位である。得点が最下位となったのは1995年5月25日放送回の1回のみであった。
  - 問題がモニターに出る前に正解してしまうこともあり、共演者やスタッフを驚愕させた。
  - 初期の頃には欠席することが時折あり、その際には高田純次が代役として1枠についた。また、所が初めてマジカルミステリーツアーを獲得した際には旅行に行くという名目で翌週、翌々週は欠席しており、ラサール石井、和田アキ子がそれぞれ代役として1枠についた。
  - 番組開始当初から重要な解答者であったが、1996年10月10日放送の「大マジカル」をもって降板した。
  - レギュラー降板の後には、1997年9月18日放送の90分スペシャルに1度だけゲストとして出演し、1999年9月16日の最終回でもVTRで出演した。復活スペシャルには2001年、2025年共に出演。

- 今田耕司（1994年7月21日初登場、1996年10月17日 - 1999年9月16日（最終回））
  - 当番組初登場時は「Wコウジ」として、東野幸治とペアで準レギュラー出演（名義はそれぞれの個人名）。
  - 1996年10月17日放送分から降板した所の後任として1枠レギュラーとして単独で出演した。

2枠
- 田中律子（1990年10月27日（第1回） - 1991年3月30日、1999年9月16日（最終回））
  - 1990年12月は出演せず、その間の代役は蓮舫や森尾由美がついていた。
  - レギュラー降板後には1996年11月21日から1997年9月18日まで不定期に出演した。

- 千堂あきほ（1991年3月30日 - 1995年10月12日、1999年9月16日（最終回））
- 加藤紀子（1994年11月10日初登場、1995年10月19日 - 1998年10月29日（のち準レギュラー）、1999年9月16日（最終回）、2001年12月29日・2025年5月24日各々復活スペシャル）
  - 当番組初登場時から準レギュラーで出演していたが、1995年10月に千堂が降板した後は、正式な2枠レギュラー解答者となった。
  - 1998年11月5日からは再び準レギュラーに戻ったが、出演時の解答席は2枠で変わらず、加藤の出演しない回は女性ゲストが2枠についた。

3枠
- 俵孝太郎（1990年10月27日（第1回） - 1995年2月2日、2月16日、3月16日（90分スペシャル））
  - 1995年3月16日の90分スペシャルをもって当番組のレギュラーを降板。それ以降は、1999年9月16日の最終回スペシャルや、2001年12月29日の復活スペシャル等にも一切出演していない。そして2025年1月1日に逝去、レギュラー解答者では初の物故者となった。
  - 俵の降板後は3枠はレギュラーは設定されず、主に準レギュラーがついた。

最後尾
- 間寛平（1991年1月19日 - 1999年9月16日（最終回）、2001年12月29日・2025年5月24日各々復活スペシャル）
  - 基本的には最後尾であるが、後期まではゲスト解答者がグループで出場する場合は、間は最後尾から2番目（初期は、末席がグループでなくても最後尾から2番目についたこともあった）。

#### 主な準レギュラー解答者
当番組の主な準レギュラー解答者およびゲスト解答者の席の各位置は、4枠から最後尾の席の隣までであった（俵降板後の1995年4月からは3枠から最後尾の席の隣までであった）。
V6・ダチョウ倶楽部・今田耕司＆東野幸治などグループで1チーム扱いされた場合は最後尾についた。
- SMAP（1994年1月から一部のメンバーが数回出演し、1995年4月 - 1996年4月までほぼ隔週で出演）
- TOKIO（1995年2月 - 1998年3月までほぼ隔週出演）
  - ほとんどがメンバーのうち2人での出演であったが名義はTOKIO、1人での出演時のみ個人名であった。
- V6（1996年4月25日初登場。最初はほぼ隔週での出演だったが、1998年4月23日以降通常放送のみレギュラー出演[注 7]）
  - トニセンまたはカミセンが3人で出演する場合はトニセンまたはカミセン名義、それ以外の2～3人での組み合わせでの出演時はV6名義であった。
- 麻木久仁子
- 飯島愛
- 池谷幸雄
- 江川卓[注 8]
- 遠藤久美子
- 荻野目洋子
- 風見しんご
- 川合俊一[注 8]
- 北野大
- 小松千春
- 定岡正二
- さとう珠緒
- 清水圭
- 高田純次
- 高橋英樹
- ダチョウ倶楽部
- 千秋
- 中山エミリ
- 中山秀征
- 西田ひかる
- 早坂好恵
- 東野幸治
- 久本雅美
- 辺見えみり
- 松村邦洋
- 松本伊代
- 森口博子
- 山咲千里
- 吉村明宏
- ラサール石井
- 和田アキ子

### ゲスト解答者
出演回数の少ない解答者は以下の項目にまとめる。
あ行
朝丘雪路、東ちづる、安達祐実、安部譲二、安室奈美恵、荒木定虎、有賀さつき、有坂来瞳、有田気恵、アリtoキリギリス、安西ひろこ、安藤和津、飯島直子、生島ヒロシ、池田満寿夫、石田純一、石田ひかり、石塚英彦、石原良純、伊集院光、泉ピン子、市毛良枝、一路真輝、一色紗英、逸見政孝、糸井重里、井上晴美、入来祐作、岩本恭生、内山信二、うつみ宮土理、梅宮アンナ、江頭2:50、エスパー伊東、榎本加奈子、蛭子能収、大石恵、大澄賢也、大仁田厚、大東めぐみ、大山のぶ代、小川知子、荻原次晴、尾崎紀世彦、オスマン・サンコン
か行
河相我聞、カイヤ、香川照之、掛布雅之、ガッツ石松、桂三枝、川崎麻世、川島なお美、神田うの、神田正輝、菅野美穂、城戸真亜子、キューティー鈴木、工藤夕貴、栗田貫一、グレートチキンパワーズ、黒鉄ヒロシ、桑野信義、ケント・デリカット、研ナオコ、鴻上尚史、香田晋、河野景子、極楽とんぼ、後藤俊哉（当時日本テレビアナウンサー）、小柳ルミ子、コロッケ
さ行
酒井法子、坂田利夫、相楽晴子、佐竹雅昭、五月みどり、佐藤藍子、猿岩石、沢口靖子、三遊亭楽太郎、C.C.ガールズ、宍戸開、ジミー大西、清水ミチコ、清水よし子、しゅう、周富徳、東海林のり子、陣内貴美子、杉本彩、鈴木その子、鈴木蘭々、SPEED、寿美花代、瀬川瑛子、関根勤、瀬戸朝香、瀬戸カトリーヌ、ぜんじろう、千昌夫、そのまんま東
た行
たいせー、高樹沙耶、高木ブー、高島礼子、髙田万由子、高知東生、高橋章子、宅八郎、竹内都子、タケカワユキヒデ、武田修宏、立河宜子、辰巳琢郎、田中美奈子、田中義剛、田村英里子、チャック・ウィルソン、チューヤン、つぶやきシロー、T・I・M、Take2、デイブ・スペクター、デーブ大久保、出川哲朗、遠野舞子、常盤貴子、ドクター中松、利根川裕、ともさかりえ
な行
中井美穂、中野浩一、梨元勝、なすび、生瀬勝久、西岡德馬、にしきのあきら、西野妙子、西村知美、仁藤優子、ネプチューン、野々村真、野村佑香
は行
パイレーツ、羽賀研二、萩原流行、爆笑問題、長谷川初範、花島優子、羽田惠理香、林家木久蔵、林家こぶ平、林家パー子、林家ペー、原田龍二、原千晶、東山紀之、雛形あきこ、ビビアン・スー、兵藤ゆき、ヒロミ、深堀圭一郎、ふかわりょう、藤井隆、藤井恒久（当時日本テレビアナウンサー）、藤崎奈々子、藤谷美和子、布施博、別所哲也、宝生舞、保阪尚輝、細川直美、細川ふみえ、細川隆一郎
ま行
マイケル富岡、マギー司郎、牧瀬里穂、まこと、舛添要一、松居直美、MAX、松本明子、松本ハウス、マリアン、マルシア、丸山茂樹、萬田久子、Mr.マリック、三田村邦彦、道蔦岳史、三井ゆり、光浦靖子、観月ありさ、峰竜太、宮本和知、村野武憲、恵俊彰、元木大介、モト冬樹、森尾由美、森脇健児、諸星和己
や行
矢崎滋、山口美江、山崎邦正、山下真司、山瀬まみ、山田邦子、山田花子、山田まりや、山本譲二、YURIMARI、横尾要
ら行
ラッシャー木村、ラモス瑠偉、リサ・ステッグマイヤー、ribbon、ルー大柴、蓮舫
わ行
若松親方、渡辺和博、渡辺文雄、渡辺満里奈

### マジカルミステリー劇場（1990-1992）
- 中谷昇一：仲谷昇
  - M&M探偵社を構える私立探偵。出題の際の「考えたまえ」が決め台詞。役名の読みは「なかたに」。
- 中谷夏子：速川明子
  - 真叱留（まじかる）大学文学部在学。サークルはミステリー倶楽部。昇一の姪であり、助手として活躍。
- 鬼瓦大作：丸岡奨詞
  - 警視庁捜査一課所属の警部。コーナーの打ち切りからしばらくした後、「あるなしクイズ」の出題VTRに1回出演している。
- 花形俊一郎：中井信之
  - 鬼瓦の部下で刑事。
- 島田香：島田香
  - 中谷探偵の秘書。シリーズ途中で結婚のため探偵事務所を辞めた。

### 出題VTR
- スーパーエキセントリックシアター（最初期の数回のみ）
- 劇団七曜日
- ビシバシステム（初代メンバー）
- 劇団いろは
- 菊池剣友会

### マジカル・ガール（アシスタント）
- 橘しのぶ
- ヒロコ

## スペシャル

### 大マジカル頭脳パワー!!スペシャル
春・秋・年末年始にはスペシャル版『大マジカル頭脳パワー!!スペシャル』が放送されていた。
- 通常時と異なり、スペシャルではチーム戦となる。参加チームは最初6チームだったが、1991年秋と1993年秋のスペシャルは7チーム、1995年春のスペシャルから8チームに増えた。
- 最初はチームは3人1組でチーム名はメンバーに合わせたネーミングだったが[注 9]、1994年から「本命」「対抗」「名門」「絶好調」「一発逆転」「大穴」という競馬用語のようなチーム名になり、同時にチーム名も成績別編成になって人数がチームごとに異なるようになり、「本命」チームは所ジョージ1人だけということもあった。このハンデは大きく、レギュラーでは屈指の強さを誇る彼も成績別編成になってからの『大マジカル』で優勝したのは復活スペシャルも含めて2回[注 10] だけである。また、主に「大穴」チームで珍回答を連発していた松村邦洋が「本命」チームに入ったことも大きいといわれている（所・松村は2人だけのチームになる前の1993年春の大マジカルでも3人1組の「桜」チームで同じチームになっていた。実際、所・松村が「本命」チームで優勝したのは2001年年末の復活スペシャルのときのみである）。なお、1995年春からは、これに「一番人気」と「要注意」が増え、8チームになった。
- 1997年になるとどのチームも3-4人に固定されるようになった。ただし、一番人気チームは5人以上の回もあった。一番人気チームは毎回SMAP、TOKIO、V6とジャニーズ事務所所属のタレントで構成されていた[注 11]。
- 番組末期の1999年のスペシャル版は年始（1月7日）のみ放映で、同年春・秋のスペシャル版は開催されなかった。
- なお、一番人気チームは2001年の大復活スペシャルでは「絶好調」チームとなっており、ジャニーズ枠が撤廃されている。また、絶好調チームのあった5席目は「気合十分」チームとなっていた。また、6番目と7番目の「要注意」チームと「一発逆転」チームも入れ替わっていた。
- 書き問題の解答は通常、バックは黒・白字で表示されるが、スペシャルの場合のみ水色バックに黒字で表示された。
- 優勝チームには優勝賞金として100万円が渡された。ただし、初期ではメンバー全員で均等に山分けできるように数円の端数（1,000,002円、1,000,005円など）があった。また、2チームが並んで優勝したことが数回あったが、その場合は同点決勝戦は行わず、両チームに100万円ずつ渡された。また、1997年春は優勝賞金が200万円であった。
- 『大マジカル頭脳パワー!!』の放送時間は120分（19:00 - 20:54）または150分（18:30 - 20:54または19:00 - 21:24）で、1999年年始のみ90分（19:54 - 21:24）だった。

### あるなしスペシャル
1992年に放送された、あるなしクイズをメインとしたスペシャル。「大マジカル」以外の初のスペシャルでもある。このときは2チーム対抗戦で、スペシャル限定の巨大檻が登場した。
1992年8月15日 『マジカル頭脳パワー!! あるなし夏休みスペシャル』
- 「所チーム」対「板東チーム」での対抗戦。板東英二が初めてクイズに解答した。
- 優勝賞金は199万9,998円。
- レギュラー解答者の所ジョージが板東英二と共に司会を務めた。

1992年10月10日 『マジカル頭脳パワー!! 紅白あるなしスペシャル』
- 紅組（リーダー：和田アキ子）対白組（リーダー：所ジョージ）による男女対抗戦。
- 優勝賞品は松茸100万円分。
- 初代マジカル・オペレーターの木村優子が出演した最後の回。
- また、問題VTRをストップせずに正解シーンをワイプ映像とテロップのみで処理した、いわゆる「スキップ方式」が初登場したのもこの回であった。

勝利チームは夏は所チーム・秋は白組と、いずれも所が所属するチームが勝っている。

### 90分スペシャル
この時は2000点突破でマジカルミステリーツアーにご招待というルール。主にペア対抗戦。全体のセットはレギュラー放送と同じだが、放送時期に合わせた小道具などが使われている。

### その他のスペシャル
レギュラー放送特別ルール
放送時間が通常でも、特別ルールで放送された回があった。1994年4月14日放送分 では、トップ頭脳賞はいつもの倍のJTB旅行券20万円分・マジカルミステリーツアーはペアで招待という特別ルールで放送された。1997年7月10日放送分ではレギュラー放送内でペア戦があった。
木曜スペシャル 史上最強クイズ番組決定戦 クイズ世界はSHOW by ショーバイ!! VSマジカル頭脳パワー!! 夢の対決!!
1993年5月20日に放送。当時、逸見政孝と渡辺正行が司会を担当していた同じ日本テレビ系の看板クイズ番組『クイズ世界はSHOW by ショーバイ!!』チームとの対決特番。両番組の司会者・出演者・セット・問題が登場し、永井が初めてクイズに挑戦している。このときに負けた番組の司会者が勝った番組に解答者として出演するという賭けをしていた。また優勝賞品も勝った番組の出演者が負けた番組の看板商品をもらえるというものであった。結果は『マジカル』チームが勝利し、同年7月3日に放送された本番組に逸見が解答者として登場した。番組内では「第一回目の対決」と度々発言するシーンがあったが、逸見の逝去なども重なりこの一回限りで終わっている。
マジカル頭脳パワー!!番外編 所さんからの挑戦状!
1993年6月5日（土曜）14:00-14:50に放送。
スーパークイズスペシャル（1996年秋までは『クイズスーパースペシャル』）
春と秋の改編期に行われた、日本テレビの番組対抗スペシャル番組。通称「4時間クイズスーパースペシャル」。日本テレビのさまざまな番組から問題が出題され、その中に本番組からのクイズもあった。当初は『SHOW by ショーバイ!!』をメインとした内容だったが、1995年秋からは本番組がメインとなった。本番組は1991年春から出場し、1992年秋には準優勝、1999年秋には優勝。
最終回スペシャル
最終回となった1999年9月16日放送分ではクイズは出題されずスタジオでのトークを交えながら、人気が高かったクイズ上位20種類を発表する「マジカル人気クイズランキングベスト20」や過去の名珍場面で9年間を振り返った。また、1996年10月10日にレギュラーを降板していた所ジョージが『スーパークイズスペシャル』の収録の合間に「いじわる実験室」で過去に出題された問題に挑戦したVTRも放送された。また、同じく1995年10月12日にレギュラーを降板していた千堂あきほも4年ぶりに出演した。スペシャルと題されているが、放送時間は通常通りの約1時間であった。出演者は下記の通り。
- 司会 板東英二・永井美奈子
- 歴代レギュラー解答者の中から出演 所ジョージ（VTR出演）・今田耕司・田中律子・千堂あきほ・加藤紀子・間寛平
- 主な準レギュラー・ゲスト解答者の中から出演 西田ひかる・山咲千里・中山エミリ・久本雅美・ラサール石井・江川卓・森口博子・風見しんご・松村邦洋・V6
- この他にも千堂や石井が名前を出したために、収録では常に客席上部に陣取ってクイズのジャッジをしていた総合演出の五味と、その横に座り問題を生で読み上げていたナレーターの森の姿も映された。エンディングではフロアに降りてきて、板東・永井とともに花束を渡されている。

スーパースペシャル2001 20世紀のクイズ名場面 そして今夜だけ大復活 マジカル頭脳パワー!! 21世紀芸能界No.1頭脳決定戦スペシャル!! MAGICAL SPECIAL 2001
番組終了から2年3カ月ほど経った2001年12月29日、本番組の復活スペシャルが放送された。前半30分間には『クイズ世界はSHOW by ショーバイ!!』『マジカル頭脳パワー!!』など20世紀中に日本テレビで放送されたクイズの名場面を振り返るシーンもあった。マジカルオペレーターは魚住りえが担当。セットもこの回のために新しく作られた。当時フランスに語学留学していた加藤紀子もこの日のために一時帰国した。
クイズは居残り早押し撤廃以降の全盛期の内容が多かったが、「あるなしクイズ」（2問）・「立体文字クイズ」・「マジカルスキャナ」の3つの人気居残り早押しクイズもあった。チームはレギュラー時代と同様8チームで構成された。クイズルールはレギュラー時代と同じだったが、ルールがレギュラー時代途中で変わったものは新旧ルールが混在し、「立体文字クイズ」は高速回転しない旧タイプ、「マジカルプッシュ」はゴング後の文章は「…ではなく」調ではなく、「マジカルシャウト」ではトーナメント制で対戦などリニューアル前の内容のものがあった。「シャッフルクイズ」は「シャッフルシャウト」として「マジカルシャウト」内で出題。所ジョージの頭の切れのよさも健在であり、同じく本命チームに属していた松村邦洋にとっては初めての優勝となった。

### 番組終了後
- レギュラー放送終了後は、2001年12月29日には復活スペシャルとして『マジカル頭脳パワー!! 21世紀芸能界No.1頭脳決定戦スペシャル!!』が放送された。前述のその他のスペシャルの項を参照。
- 2005年8月28日放送の『24時間テレビ28 「愛は地球を救う」』の「懐かしの名番組 夜の同窓会スペシャル」内で10分間程度生放送され（この番組内でSMAPの出演シーンも放送）、レギュラーであった間寛平が1枠の青席、この回のメインパーソナリティーを務めていたSMAPの草彅剛が5枠の紫席、司会者であった板東英二も6枠の赤席につきクイズに参加した。内容は「マジカルバナナ」で司会は爆笑問題[注 19] が担当した。セットも簡易ながら当時のセットを思い出させるものであった。
- 2009年8月10日放送の『しゃべくり007』で当番組の司会者だった板東英二がゲスト出演し、板東の司会で「マジカルバナナ」と「マジカルチェンジ」を行った。板東が「マジカルチェンジ」のリズムを忘れる一幕もあり、「おじいちゃんとおばあちゃんのリハビリにいいかも」と発言した。
- 2010年以降の『小中学校教科書クイズ』では、本番組のコーナーだったマジカルシャウトを一部形式を変えたものの、ほぼ｢マジカル｣と同じ形で行った。
- 2012年1月1日放送の『嵐にしやがれ 新春2時間半スペシャル』内のコーナー企画として、『クイズ世界はSHOW by ショーバイ!!』と共に当番組を復活した（司会進行は板東英二と中山秀征）。『SHOW by ショーバイ!!』からは「早押しクイズ・何を作っているのでしょうか?」と「世界のアナウンサー早押しクイズ」、『マジカル頭脳パワー!!』からは「マジカルバナナ」と「早押しエラーを探せ!」がそれぞれ出題された。
- 2012年7月31日に行われたIR説明会にて、10月期の番組改編として木曜19時枠に「『マジカル』のDNAを活かしたファミリー向け番組」『マジカルグランプリ（仮題）』を開始させる事が発表され[11]、8月27日に番組名が『快脳!マジかるハテナ』に決定した[12]。当番組は2012年10月25日から2013年8月15日まで約1年間放送され、従来のマジカルの内容を受け継ぎ、現代のテレビ事情に合わせてスマートフォンのアプリ開発や番組に連動したデータ放送を展開していた[13]。

## クイズ・ゲーム
全部で252種類のクイズ・ゲームが開発された。
- 1回登場しただけで終わったものから数年間続いたものまであり、クイズ・ゲームの種類も多岐にわたった。
- 以下は種類別に分け代表的な物を取り上げる。

### 書き問題
番組の誇るスーパークイズコンピューター「マジカル君」から出題されたという設定の問題に、フリップに書いて解答する。問題はなぞなぞやパズルなど、いわゆる頭の体操のような問題が多かった。
問題ごとに「頭脳指数」と「パワーチャート」が提示され、正解（「マジカル君の答え」として提示される模範解答）を書くと頭脳指数の値が得点としてもらえる。
また、マジカル君の答えとは違うが面白い発想の解答（「マジカル君を超えた解答」と言い表された）や、マジカル君の答えをより細部まで説明している解答には、板東の判断でボーナスがもらえる。ボーナス点狙いで一度に複数の答えを書いてもよい。マジカル君の答えに近い誤答にも部分点としてボーナスが与えられることもある。
- マジカル君の答えと全く違う答えであっても、マジカル君の答えよりも素晴らしいと判断された場合には頭脳指数よりも多い得点が与えられることもある。
- 番組初期は仮に全ての問題に対してマジカル君と同じ答えだけを書いても1000点を突破できない配点となっており、マジカルミステリーツアーを獲得するにはマジカル君を超えた解答を出してボーナスを稼ぐ必要があった。
- 逆に虚偽の説明、下ネタ、問題作成者や司会者の板東への侮辱と見なされた解答には減点されることもあった。

解答者に対してフリップに答えを書くよう促す際には、板東が右手を前に出しながら「パワーオン！」とコールしており、このコールの後に曲（エンディングテーマのアレンジ）が流れてシンキングタイムに入っていた。
途中から、「パワーオン！」のコールの前に「板ちゃんヒント」として視聴者のみに向けたヒントをテロップで表示する演出 が取り入れられた。また、書き問題が廃止されるまでは、番組の途中で表示されるスタジオ観覧客募集の告知のテロップ（日本テレビでのみ流れ、ネット局では表示されない）には「あなたもスタジオでパワーオン！」と書かれていた。  
マッチ君クイズ
マッチ棒を使ったパズル問題。マッチ棒を並べて作られた図形や計算式を、数本並べ替えるなどして指定された条件に合うようにする。出題VTRではマッチの形をした着ぐるみを着た男性、マッチ君が多数登場。床に横たわって並ぶなどして図形を提示していた。
出題者は君だ！
視聴者から投稿された問題が出題される。当初は4問目にこのコーナーが設けられており、視聴者投稿の問題はこのコーナーのみで採用されていたが、後にこの制限を廃して1回の放送で視聴者投稿の問題が複数採用されるようになる。
マジカルミステリー劇場
1990年の初回放送から最終問題として放送されていた、仲谷昇扮する名探偵・中谷（なかたに）が事件の謎に挑む推理クイズ。
出題編と解決編に分かれた推理ドラマで構成されており、解答者は出題編の中の手掛かりをもとに推理。犯人やトリックを当てる問題の他、犯人のおかしたミスや推理の根拠、暗号解読などを問う問題も出題された。正解すると頭脳指数の倍の点数を獲得（もちろん解答次第ではボーナスも獲得できる）。
番組初期は全体の約3分の1の放送時間を割いていた番組のメインコーナーであったが、居残り早押し導入以降は放送時間が削減されていき、事件の過程が大幅に端折られたり、事件が未解決のまま話が終わったりといったことが目立ち始めた。1992年4月18日放送分を最後に打ち切られた。1992年4月の特番でも放送が予定されており、VTRも2本用意されていたが現場裁量で放送はお蔵入りになったという。ミステリー劇場の原案を担当していた作家の一人である我孫子武丸によると、番組開始当初は番組の中でミステリー劇場の視聴率が高かったものの、番組全体での視聴率が高くなってもミステリー劇場の視聴率は高くならず他のコーナーと逆転したため、ミステリー劇場は打ち切られたという。
| 放送日          | サブタイトル                              | ゲスト俳優                                                         |
| --------------- | ----------------------------------------- | ------------------------------------------------------------------ |
| 1990年 10月27日 | 作られた密室                              | 久保幸一、阪上和子、村田則男、後藤健                               |
| 11月3日         | 死者からのメッセージ                      |                                                                    |
| 11月10日        | 5番アイアン殺人事件                       |                                                                    |
| 11月17日        | 殺意を運ぶ風                              |                                                                    |
| 11月24日        | ミステリー倶楽部殺人事件                  |                                                                    |
| 12月1日         | 悪魔の手                                  |                                                                    |
| 12月8日         | とても奇妙な誘拐                          |                                                                    |
| 12月15日        | ゴッホは見ていた                          |                                                                    |
| 12月22日        | 消えた切手                                |                                                                    |
| 1991年 1月12日  | 破魔矢が殺した                            |                                                                    |
| 1月19日         | 鮮血のシャワールーム                      |                                                                    |
| 1月26日         | 夏子が消えた                              |                                                                    |
| 2月2日          | エアロビクスで殺されて                    |                                                                    |
| 2月9日          | 不倫の代償                                |                                                                    |
| 2月16日         | 美川憲一殺人事件                          | 美川憲一                                                           |
| 2月23日         | 岡本夏生殺人事件                          | 岡本夏生                                                           |
| 3月2日          | 詐欺師の甘い罠                            |                                                                    |
| 3月9日          | 推理作家誘拐事件                          |                                                                    |
| 3月16日         | 迷探偵 夏子                               | 本城ゆき、佐渡稔、光岡湧太郎                                       |
| 3月23日         | 犬は知っていた                            |                                                                    |
| 3月30日         | 森口博子のヒゲ事件                        | 森口博子、花原照子                                                 |
| 3月30日         | 光GENJI殺人事件                           | 諸星和己、大沢樹生、千堂あきほ                                     |
| 3月30日         | かとうれいこ殺人事件                      | かとうれいこ                                                       |
| 4月20日         | 闇にひそむ悪魔                            |                                                                    |
| 4月27日         | ダイエット殺人事件                        |                                                                    |
| 5月25日         | 白雪姫殺人事件                            | 土師孝也、桜井久美、吉田由美、安藤里美、高原由妃                   |
| 6月29日         | 五枚の絵はがき                            |                                                                    |
| 7月20日         | 安岡力也片想い殺人事件                    | 安岡力也、小池栄、井上博一、水島裕子、石川禅                       |
| 8月3日          | 砂時計の女                                | 廣山行生、田中耕二、ハント敬士、井元工治、田原正治                 |
| 9月21日         | かまきり                                  |                                                                    |
| 10月2日         | 間 寛平（あいだ かんぺい） 華麗なる詐欺師 | 間寛平                                                             |
| 10月12日        | コロッケ誘拐事件                          | コロッケ                                                           |
| 10月26日        | カムバックに賭けた男                      | 千波丈太郎、中村有志、山川豊                                       |
| 11月2日         | 怪奇 殺人マジック                         | 松尾スズキ、根本毅                                                 |
| 11月9日         | 羽根のはえた拳銃                          | 長克己、手塚秀彰、田中耕二、石田弘志                               |
| 11月16日        | クリーナー殺人事件                        |                                                                    |
| 11月23日        | 空に消えた身代金                          |                                                                    |
| 11月30日        | 不完全密室殺人事件                        | 原保美                                                             |
| 12月14日        | 友よ                                      |                                                                    |
| 12月21日        | 凍りついた関係                            |                                                                    |
| 12月28日        | ハワイにて                                | ポール牧、田口トモロヲ、三輝みきこ、黒田愛                         |
| 1992年 1月11日  | ファジーなあいつ                          | 前田真之輔、チョコボール向井、今野誠                               |
| 1月18日         | サバイバルゲーム殺人事件                  | 伊藤昌一、麻生侑里、中里介山、佐藤英一、田原正治                   |
| 1月25日         | 五億円拾得 時効成立!!                     |                                                                    |
| 2月1日          | 演歌を聴く女                              | 畠山明子、元井須美子、宋英徳                                       |
| 2月8日          | パリ画伯の謎                              | 佐古雅誉、小川隆市、今井和子、大月ウルフ、佐藤史子                 |
| 2月15日         | 殺人仮面                                  |                                                                    |
| 2月22日         | Beautifulな女達                           | 笠井一彦、羽田圭子、永幡洋、佐藤光一、麻生侑里、林千保子、池田俊彦 |
| 2月29日         | 予知能力者（刺青あり）                    |                                                                    |
| 3月7日          | 愛しているから殺す                        | 加門良、三沢明美、佐藤光一、布施絵理                               |
| 3月14日         | 赤の破壊団                                | 大河内浩、斉藤誠治、山村龍、西村豊史                               |
| 3月21日         | 殺しでドン                                | 堺淳子、野口早苗、田中章子、土師孝也、渡辺城太郎                   |
| 4月1日          | ルー大柴 世直し探偵稼業                   | ルー大柴                                                           |
| 4月18日         | 勇み足                                    | 大木正司、大須賀裕子、中田雅之、三輪浩之                           |

### 居残り早押しクイズ

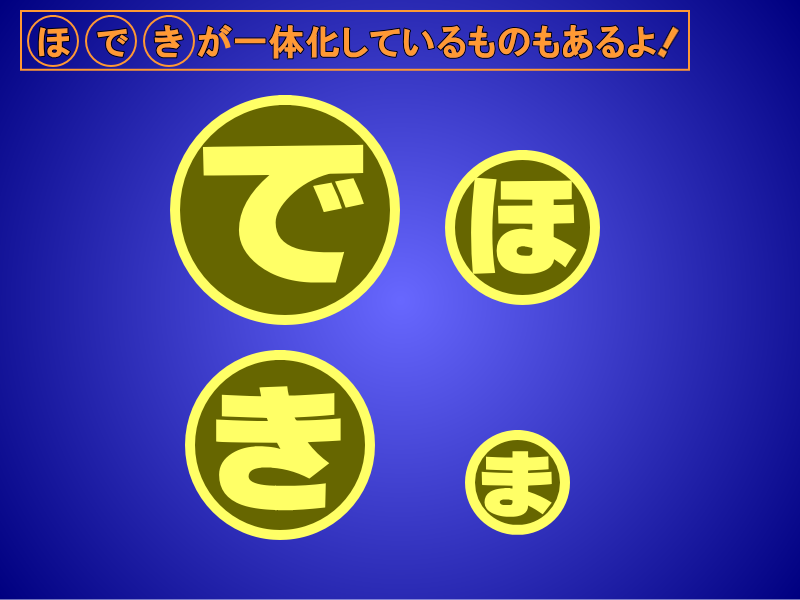
マジカルコインのイメージ画像

徐々にヒントが現れるVTRで出題される早押しクイズ。ただし、1人が正解したら終了する従来の早押しクイズと異なり、全員が正解するかVTRが終了するまで続けられるのが特徴。解答者は正解するまではヘッドホンを装着して起立、解答者が早押しボタンを押してVTRがストップしている時は、ヘッドホンに大音量の音楽が流れて司会者の声しか聞こえないようになる。解答者は正解してヘッドホンを外すまで他の解答者の解答を聞くことができない。また放送上では、正解を答えている解答者の口元に「（ナイショ）」と書かれたテロップを重ねて音声を差し替える編集をしており、視聴者も途中で答えを知らされることなく最後まで問題を考えながらVTRを見ることができるようになっていた。また、1992年秋の「紅白あるなしスペシャル」からは一部の正解シーンをワイプ映像とテロップのみで処理する「スキップ方式」が導入された。
VTRは頭脳指数200からスタート。VTRが進むにつれて頭脳指数が10ずつ減っていき、最後には-50となる。正解すればその時点で表示されている頭脳指数が得点となる。VTR終了までに正解できなければ-50となる。
お手付きのペナルティはない。
この形式のクイズを所が得意としていたため、後に視聴者から投稿された問題で所がマイナス点で正解した時は降参の意を示して、投稿者宛に負け惜しみの一言を加えたサインを書いて贈るようになった。
ヘッドホンには司会者の声が流れるが、それを忘れて問題が終わっていないのに板東が答えを口走ってしまいまだ残っている解答者が答えを知ってしまったり、永井が正解のヒントになる発言をして解答者に勘付かれて正解されてしまった事がある。
CM前や前提供のバックで「サービスタイム」と銘打って出題VTRの冒頭を視聴者にだけ見せていたこともあった。
開始当初からしばらくは「恐怖の居残り早押しクイズ」 というタイトルで呼ばれていたが、後に司会者がこのタイトルを言うことはほとんどなくなった。
マジカルスキャナ→マジカルアナライザー
ある物体をさまざまな機械を使って分析し、分析結果から物体を当てるクイズ。
当初は書き問題の一つとして出題されていたが、その後早押し形式となり、さらに後に居残り早押しクイズとなった。
分析機械は、当初はCTスキャナ・ファイバースコープ・サーモグラフィーの3つだったが、後に顕微鏡カメラと3Dデジタイザーが加わり、さらにクイズ名が「マジカルアナライザー」に変わると、オシロスコープ（音）と物体の重量（3Dデジタイザー内で表示）もヒントに加わった。さらに2001年の復活スペシャルでは、「ローラ車」という物体をつぶしたものの映像のヒントもあった。
番組から書き問題が撤廃され居残り早押しがメインとなった時期でも、書き問題と区別して早押し形式となった名残からコーナータイトルは「早押しマジカルスキャナ」となっていた。一方、マジカルアナライザーは登場当初から早押し形式なので「マジカルアナライザー」とだけ書かれていた。
一時期、「イラツキ早押しマジカルスキャナ」としてイラツキ早押し制度を導入。これは、まだ正解していない解答者席のランプが席の順にスクロールする形で画面に向かって左から右へと常に点滅しており、解答者が早押しボタンを押すとしばらくランプが動いた後に停止、ランプが止まった席の解答者に解答権が発生するというもの。答えがわかってボタンを押しても、ランプが自分のところに止まらなければ答えることができない。一方で自分で押していない解答者に解答権が回ってきて答えると正解というケースも多かった。このイラツキ早押し制度は途中で廃止され、マジカルスキャナは再び普通の居残り早押しとなる。
タレント早押しクイズ
タレントがなぞなぞの問題とヒントを話すVTRを見て、そのなぞなぞに答えるクイズ。
当初は普通の早押しクイズとして出題していたが、後に居残り早押し形式となる。
マジカルスキャナと共に、番組内で最初に早押し形式が導入された際に作られたクイズ。
あるなしクイズ→あるなし早押しクイズ→あるなしクイズ上級編
「○○はあるが、××はない」という例題（ヒント）が何パターンか出され、共通する事項を答える（あるなしクイズを参照）。
VTRでは例題に因んだ寸劇が流れ、最後に登場人物が解答を説明する内容になっている。VTR中に背景や効果音などに紛れて重要なヒントが提示されることもあった。
初期の頃は書き問題の一種で例題も3項目を一度に表示していたが、後に居残り早押しクイズとなり、時間が経つにつれてヒントが増えていく形式となった。
- あるなしクイズ全盛期には、オープニングクイズとして「あるなしクイズ初級編」が登場。VTRで出される例題から答えを導き、答えではなく、その答えに当てはまるような例題を作って答えるというものである。オリやヘッドフォンは使用せず、解答者は他の解答者の解答した例題を聞くことができる。正解した解答者もさらにボタンを押して複数回解答することもでき、良い例題だと板東が判断すればボーナス点（基本的に10点）が与えられる。また、初級編開始に伴い、番組後半で居残り早押しとして出題されるあるなしクイズは「あるなしクイズ上級編」と改題された。
- 初級編は後に「新あるなしクイズ初級編」として改訂され、解答は1人につき2回まで（誤答はノーカウント）、出題者側が用意している「ラッキー例題」と同じ例題を答えた解答者にはボーナス100点が与えられるルールとなった。
  - さらに後に「初級編」を改訂、出題を「ある言葉に同じ別の文字をくっつけると別の言葉になる」というパターンに限り、「○○はくっつくが、××はくっつかない」という例題を答える「くっつきクイズ」へと発展した。くっつきクイズも解答は2回まで、ラッキー例題的中でボーナス100点。くっつきクイズでは、途中からVTRの中にラッキー例題のヒントになるようなものが隠れているようになった。
  - くっつきクイズは後に終了し、あるなしクイズの出題は番組後半の居残り早押し1問のみとなったが、この際も「あるなしクイズ上級編」のタイトルは残ったまま続けられた。

スペシャル時には板東やレギュラー陣が問題VTRに登場することもあり、また、あるなしクイズのコーナー数を増やし、初級編・上級編の他に「あるなしクイズ中級編」「あるなしクイズ超上級編」と題して出題されることもあった。
大マジカルでは、「あるなしバトルターボ」「あるなしバトルロイヤル」が行われ、第9回は18人、第10回では22人全員が参加した。
早押し回転ワードクイズ
回転する青いプレートの裏に書かれたひらがなを番号順に読んで文章を当てるクイズ。プレートの表面に番号が、裏面にひらがな一文字が書かれている。
プレートは当初は4×4の16枚で配置はランダム、最初から全部回転していたが、1992年8月1日放送分からプレートが3×4の12枚になり、その内の2～4枚のプレートがなかなか回転せず、不意を突いて一瞬だけ高速回転する形式となり、高得点を得るには回転しないプレートの文字を推理して答える必要があるようになった。後に番号が規則通りに配置されるようになり、プレートが回転すると見せかけて元に戻る演出も組み込まれた。
容易に文字が判別できるプレートは、基本的に文章・単語のミスリードに繋げられている。
例として、問題が「おしょうがつ?たか?の?」（?は回転しないプレート）の時、引っ掛けのヒントとして「お正月」を連想させるが、答えは「おしょうがついたかねのね（和尚がついた鐘の音）」であった。
一方で、必ずミスリードが行われるという性質から作れる文章は限られており、これを見抜くことが解答のヒントとなる。
コーナー中期より、クイズを出題する前に板東と永井が掛け合いを行うようになった（司会者はこの掛け合いを「世間話」と呼んでいた）。この中で、板東がミスリードとなる文章に関する話題を半ば不自然な形で出すことで、解答者に固定観念を与えるとともにヒントとなる役目も担っている。
このクイズの初登場となった1992年春の大マジカルでは、最終問題として用意していたマジカルミステリー劇場が現場裁量で急遽カットされ、回転ワードクイズが最終問題となったため、正解すると表示されている頭脳指数の倍の得点を獲得（ただし、マイナス点の場合も倍の点が減点）というルールで行われた。
1993年春の大マジカルでは、2問出題したうちの2問目が「上級編」として、回転しないプレートのうち1枚にひらがなではなく漢字が隠されているバージョンが出題された（出題時には板東が「上級編でございます」と一言告げただけで、漢字が隠されていることについては予めの言及がなかった）。
穴うめワードクイズ
回転ワードクイズの改訂版。12枚のプレートのうち、まったく回転しない赤いプレートが2、3枚あり、VTR終盤にようやく回転するようになり、高得点を狙うために、より推理力を必要とするようになった。
また、板東・永井の掛け合いにも変化が見られ、板東が会話の中でミスリードを誘う言葉をはっきり言うようになった。
マジカルズーム 穴うめワード
ひらがなで書かれた12文字の文章のうち3～4文字が空白になっており、その下にはその文章を表した映像が流れている。頭脳指数が減るに連れ、答えの文章を表現している場面に向かって徐々に映像がズームアップする。
当初は穴うめワードクイズの改訂版として登場、回転するプレートの後ろに映像が合成され流れていた。後にさらに改訂して3回目からは文字は回転しなくなり、映像と文章は別々に流れるようになる。
VTRスタート前には板東が、かなにして12文字の文章を喋り、「……（文章）に似た言葉」と告げてからVTRがスタートするようになった。
マジカルフレーズ 2つの意味→マジカル3コマフレーズ
2つの場面でのスキットを見て、両方の場面で使われた、かなで書くとまったく同じだが場面ごとに異なる意味を持つ共通のフレーズを当てるクイズ。ひらがなでの文字数のみが明示され、両者の言ったまったく同じフレーズを当てる。
ex/ 『かんそうきかして』→「感想聞かして」「乾燥機貸して」
当初は早押しスタート前に2つの場面のVTRを一度見せていた。
マジカルフレーズでは2つの場面を表した寸劇をそれぞれ交互に連続して流していたが、マジカル3コマフレーズに改訂されると2つの場面をそれぞれ3コママンガのように表して（コマの中に実写で撮った映像がはめ込まれている）1つの画面に常に両方の場面が映し出されている状態でVTRが進行した。
もともとは「3つの言葉」としてスペシャル限定での書き問題として出題されていたものの改訂版。3つの言葉では3つの場面において、かなにすると全く同じだが異なる意味を持つフレーズを当てるものだった。

マジカルコイン いち文字クイズ→マジカルペイント いち文字クイズ
画面に現れたコインに書かれている物体の頭文字とコインの配置と大きさで、コインが表す物体を当てるクイズ。
タイトルの「いち文字」とは「1文字」と「位置」をかけたもの。
季節に関した問題が出ることも多く、所はそれを読み切って出題前に正解したことがある。
「マジカルペイント いち文字クイズ」ではコインではなく形状（外郭）で表される形に改訂。
シャッフルクイズ・ダブルシャッフルクイズ
アナグラムをクイズにしたもので、並べ替えられて作られた言葉の文字を並べ替え直し、元の言葉を当てるクイズ。VTRの最初に「人名です」と答えの言葉のジャンルが提示される。番組で出題された問題はほぼ全て人名（有名人や歴史上の人物の名前）を当てるものだった。
ex/『恋の盛り』→コイノサカリ→酒井法子
「ダブルシャッフルクイズ」では2つの単語が並び替わっており、その両方を当てる。VTRの最初に「動物と果物です」などと答えのジャンルが提示される。
ex/『ケツ見たね、恥ずかしい』→ケツミタネハズカシイ→ハツカネズミ、椎茸
アナグラムが表示される前にはスキットがあり、そのアナグラムに関連するものであるため、これを基に所がアナグラムの文字がすべて出る前に正解したことがある。
シルエットパズル
ある物のシルエットが描かれた15ピースのスライディングブロックパズルがバラバラの状態から徐々に揃っていくCG映像を見て、何のシルエットか当てる。
当初はパズルのピースが動く映像のみだったが、後にナレーションとテロップで答えの物を連想させるヒントが出るようになった（答えの物が擬人化されて「僕は〇〇な物だよ！」などとナレーションされる）。
立体文字クイズ→新・立体文字クイズ
CGで厚みを持たせた立体のゴシック体の文字の側面の部分を、下から上を見上げるアングルで文字の下・左・上・右の順番でを映し、その形から正解の文字を当てるクイズ。
文字を一周すると、アングルが少し上昇して正解の文字が分かりやすくなる。
「新・立体文字クイズ」では冒頭から文字が反時計回りで高速回転（放送回によっては超高速回転）して、文字の上下左右のどれを映しているのかが分かりにくくなり、難易度が上昇した。
BGMには映画『勝利への旅立ち』のメインテーマが使われていた。

### 答えが複数ある早押しクイズ
早押しエラーを探せ!→新エラーを探せ!
ミステリー劇場に代わるラストクイズ。画面を2分割して並んで映される同じ映像（CGアニメーション）の中に違っている箇所（エラー）がいくつかあるので、それを見つけて早押しで答える間違い探し。
当初は鏡合わせ（左右対称）の映像からエラーを当てるものだったが、1993年10月頃から上下の映像からエラーを当てるものに変更された。
解答者は1つ正解すると解答権を失う（勝ち抜け方式）。お手つきはなし。
エラーは以下の個数用意されており、エラーの難易度によってそれぞれ異なった頭脳指数が隠されており、正解するとその頭脳指数を得点として獲得。
- 「早押しエラー」時代 - 解答者の人数より1つ少ない。
  - 1995年1月19日・26日・3月16日 - 解答者の人数より2個少ない。

- 「新エラー」時代 - 解答者の人数にかかわらず、5個に固定。

当初は早押しスタート前に「作戦タイム」として、問題の映像を1回流していた（作戦タイム中は押してはいけない）。早押しスタート後は映像が繰り返し流れ、回を重ねると映像がスローモーションになったりエラーの箇所に印がつくなどしてエラーが見つけやすくなる。
当初は最も難しいエラーの頭脳指数は回によりまちまちだった（200点以上のエラーは少なくとも1つは用意されていた）。一時期、あまりにも簡単なエラーには1点など一桁の頭脳指数も用意されていた。
途中から最も難しいエラーには必ず300点が配点されるようになり、最終問題前に得点が700点を超えている場合はマジカルミステリーツアー獲得の可能性が必ずあるということになり、司会者もそれを踏まえて1000点突破に向けて場を盛り上げていた。
見つけていたエラーが低得点だと思いスルーするも答えておけば1000点に到達できる頭脳指数だったり、答えた結果1000点にわずか10点足りず990点で終えてしまったケースも多い。
90分スペシャルや大マジカルでは300点より高い頭脳指数のエラーが用意されたり、300点のエラーが複数用意されることもあった。
大マジカルでは最終問題として出題される場合、出た頭脳指数の2倍の得点が与えられることもあった。
「エラーを探せ!」としてレギュラー化される以前にも、同様の間違い探しの早押しクイズが散発的に行われていた。大マジカルでは「鏡の部屋 5つのエラー」のタイトルで出題。この時は解答権に制限はなく、一度正解してもその後に改めてボタンを押して別のエラーを答えることができた。正解するとエラーごとに割り当ててある頭脳指数を得点として獲得。また、お手つきでは減点のペナルティがあった。レギュラー回でも「早押し3つのエラー」のタイトルで出題したことが2回あった。一度目は居残り早押しクイズとして行われ、ボタンを押して3つのエラーを一度に全て答えると正解の扱いで、その時点で表示されている頭脳指数を得点として獲得できるルール。二度目には正解するとエラーごとに割り当ててある頭脳指数を得点として獲得、一度正解すると解答権を失うという、後の「エラーを探せ!」とほぼ同じルールで行われた。
有名人を探せ!!
エラーを探せ!シリーズに代わるラストクイズ。
多くの人物の顔写真を使ったアニメーション映像（顔の部分は実写、体と背景は絵）から、一般人の中に隠れている5人の有名人を探す。
解答者は1つ正解すると解答権を失う。お手つきはなし。
最高得点は300点。
「エラーを探せ!」では得点は頭脳指数として表示されていたが、「有名人を探せ!!」では頭脳指数の表記はなく単に得点が表示されるのみとなり、番組初回から使われていた頭脳指数という言葉は「エラーを探せ!」終了により消滅した。
マジカルチェック 5つのちがい
1998年4月から約半年間、オープニングクイズとして放送されたクイズ。
左右の映像（左右対称ではない）から違っている部分を探す。解答者全員が専用のモニター付きテーブルに座り、早押しで解答権を得たらライトペンを使ってモニター上の違いがある部分に印を入れて解答（ボタンを押した時点で違いが表示されている箇所を通り過ぎている場合には、VTRの巻き戻しを指示した上で違いにチェックを入れる）。違いによって異なった得点が隠されている
解答者は1つ正解すると解答権を失う。お手つきはなし。
最高得点は200点。

### 勝ち残り系ゲーム
次々と脱落者を出しながら進行していき、最後まで勝ち残った一人に得点。
1枠（向かって一番右の席）から席の順に解答権が周り、最後尾まで行ったらまた1枠に戻る。全員起立した状態でスタートし、失格で着席。

以下のルールが用意されているものもある。
（禁）語
ゲーム開始前にお題とともに発表される。
お題に沿った内容でも該当する言葉を答えるとアウトになる（得点は減点されない）。
（禁）ワード
ボードに21個（初期は10個）用意されていて、どんな言葉が用意されているのかは伏せられている。
答えてしまうとアウトの上に50点減点、該当する言葉はボードで明かされてゲーム続行。明かされた言葉もそのまま（禁）ワードとして扱われ、他の解答者が不注意でもう一度言ってしまった場合も同じくアウト及び減点の措置となる。
（禁）文字
前の人が使った言葉に含まれる文字を使った言葉を言うとアウトの上に50点減点。

#### リズム系
リズムに乗せて行うゲーム。リズムに乗り遅れたらアウト。
マジカルバナナ
前の解答から連想されるものを以下の例のように順々に答えていく。
リズムに乗り切れない・（直接的に）連想できない・連想になっていない・勘違い・思い浮かばない・前に出た・本人の思い込み・意味不明・擬音・2つ前の単語から連想した・放送できないような言葉を答えた場合はアウト。同音異義語も「前に出た」扱いとなりアウトとなる。当初は「演歌の歌詞」「日本の歌」などの単語を2つ繋いだ程度の短い文章ならセーフとなっていたが、後に「土の中」など文章で答える、「『豆』といったら『豆鉄砲』」など前に出た言葉が含まれている言葉を答えるのもアウトと判定されるようになった。途中から(禁)ワードのルールが導入された。
ex/「マジカル『バナナ』」→「『バナナ』といったら『すべる』」→「『すべる』といったら『氷』」→「『氷』といったら『冷蔵庫』」→……
最後まで勝ち残った1人（1位）に100点、2位には50点（2位には得点が与えられない時期あり）。
スペシャルでは大人数で行う『スペシャルバナナ』も存在する。
このゲームは放送当時に大流行して社会現象となり、番組の高視聴率を支えた。番組の放送終了から長い年月の経った現在でも、パーティゲームの1つとして広く親しまれている。なお、パーティゲームとして行われる場合、最初のお題は「バナナ」でなければいけないと思われていることが多いが、番組では最初の「マジカル……」に続く最初のお題は名詞であれば何でもよく、毎回違う言葉からスタートしていた。
マジカルチェンジ→スーパーチェンジ/ワンツーチェンジ（1.2.3チェンジ）
以下の例のようにお題の言葉から一文字変えて解答する。
リズムに乗り切れない・変えられない・規定文字数以上変える・前に出た言葉・意味不明・放送できないような言葉を答えた場合はアウト。途中から(禁)ワードのルールが導入された。
当初は1位に200点、2位に100点。後に1位に100点、2位に50点（2位には得点が与えられない時期あり）。
スペシャルでは「スペシャルチェンジ」として二文字変えるルールでも行われた。
後に「スーパーチェンジ」のタイトルになると、初めは一文字変えるルールで、残り3人になると二文字変えるルールで行うようになる。さらに後期には「ワンツーチェンジ」のタイトルになり、1人目は1文字、2人目は2文字変え、3人目は再び1文字と交互に変えていくルールとなった。なお、登場初回のみ「1.2.3チェンジ」というタイトルで2人目が2文字変えたあと3人目は3文字変え、4人目からは再び1文字からというルールであった。
ex/「おもちという字を一文字変えて?」→『こもち』→「こもちという字を一文字変えて?」→『こもり』→……
マジカルカウント
3拍子のリズムに乗りながら、以下の例のように数字を0から順番に日本語と英語の読み方で交互に言っていく。10までいったら再び0に戻る。
リズムに乗り切れない・日本語と英語を間違う・数字を間違った場合はアウト。
0は「ゼロ」が英語、「れい」が日本語となる。
最後まで勝ち残った1人に100点（2位に50点が与えられる時期あり）。
ex/「マジカールーカウンートーはじめーはーゼロ」→「いち」→「ツー」→「さん」→……
マジカルポーズ・何が落ちた?
「落ーちた落ちた、何が落ちた?」の後にお題が読み上げられ、そのお題に合わせたポーズを取る。お題は以下の通り。
- りんご→両手を前に出す
- カミナリ→両手でおへそを押さえる（落ちてくるイメージのためか、両手で頭を押さえてしまう（後述の『げんこつ』のポーズを取ってしまう）ミスが目立った）
- げんこつ→両手で頭を押さえる
- 上記以外→右手で床を指差す（左手や両手で床を指さしてしまった場合はアウト、必ず右手のみで指差さなくてはならない）

お題と違うポーズを取ったり、ポーズを取るのに遅れた場合はアウト。また、たとえ最終的に正解のポーズになっていても明らかに違うポーズをしようとしていたと判断された場合はアウト。
後に毎回、上記のポーズ以外にスペシャルポーズが追加されるようになる（例：成績→両手で泣いているポーズを取る）。スペシャルポーズは当初毎回1つ、後に毎回2つ指定されるようになった。なお、スペシャルポーズはそれぞれのゲーム開始時に指定されたもののみが当該ゲームで有効として扱われ、それ以外はたとえ以前のゲームで指定されたものであっても『それ以外』（＝右手で床を指さす）の扱いとなる。特に、特番等で2度以上このゲームが行われる場合はスペシャルポーズがゲームごとに指定されるため、直前のゲームでスペシャルポーズであったお題が引っ掛けとして出題されるケースが多々あった。
最後まで勝ち残った1人に100点。（2位に50点が与えられる時期あり）。
マジカルクラップ
専用の解答者席にそれぞれ自分の名前とは違う他の解答者の名前を割り当てて、どの席にどの名前が割り当てられたかを司会者から口頭で発表。席に立つ解答者はその名前を受け持つ。リズムに乗りながら、自分と相手の名前を続けてコールする。解答者は席に書かれた名前を見ることができず、どの席にどの名前が割り当てられているのかを記憶しておかなければならない。
リズムに乗り切れない・呼んだのに答えないまたは呼んでいないのに答える・自分の名前を間違える・直前に自分を指した人を指して逆戻りする・次の相手の名前を指名できない・既にいない名前または存在しない名前を指名するとアウト。
残り人数が少なくなると、解答者は司会者の指示によって席替えをして新たな名前を受け持つ。この時も席に書かれた名前を見てはいけない。
最後まで勝ち残った1人に100点（2位に50点が与えられる時期あり）。
残り人数が2人になり席替えを続けても失格者が出ずなかなか決着がつかない場合、席に割り当てる名前の方をシャッフルして改めてどの席にどの名前が付いているかを発表、仕切り直した上でゲームを再開することがある。それでも決着がつかなければ両者ともに優勝の扱いで100点ずつ与えられることもあった。
ex/「マジカルクラップ、はじめは所」→「所、加藤」→「加藤、北野」→……
当初は「鳥の名前」「お菓子の名前」などテーマに沿った物の名前を割り当てていた。後に解答者の名字のみ、さらに後には解答者の名字か下の名前のいずれかを割り当てられるようになった。
逆しりとりバトル→逆さましりとり
通常のしりとりとは逆に、前の人が言った言葉の頭文字をお尻に付けてしりとりをする。「あ」で始まる言葉を言った場合はアウト。
当初は「逆しりとりバトル」として、音楽は用意せずリズムに乗る形ではなく解答させていた。（制限時間5秒で、後述する「おぼえてしりとり」と同じBGMが流れる）後にリズムに乗って答える「逆さましりとり」に改訂。
最後まで勝ち残った1人に100点（2位に50点が与えられる時期あり）。
「逆しりとりバトル」の頃は（禁）ワードが設定されていたが、「逆さましりとり」になると（禁）ワードは廃された。
ダブルしりとり→スーパーしりとり
1人2つずつの言葉でしりとりをする。言えない・成立しない・リズムに乗り遅れた・前に出た言葉を言った、「ん」で終わる言葉を言った場合はアウト。
スーパーしりとりは残り3人になった時点で1人3つずつの言葉でしりとりする「トリプルしりとり」に変化する。
最後まで勝ち残った1人に100点（2位に50点が与えられる時期あり）。
ex/「ダブルしりとり、はじめは幻（まぼろし）」→「島（しま）、まり」→「リス、スミレ」→……
マジカルニコニコ
「ニコニコ」「ギラギラ」など、くり返しの擬音語・擬態語のお題を出し、連想されるものを答える。解答者は前の解答者の出したお題（最初は司会者が出したお題）に沿う答えを答えた後にお題を出し、次の解答者につなぐ。
当初は答えたあとにすぐお題を出していたが、後に答えのあとにお題の擬音を繰り返すようになった。
リズムに乗れない・連想できない・連想になっていない・前に出たお題や答えを言う・意味不明の言葉・（禁）ワードのお題を言った場合はアウト。
最後まで勝ち残った1人に100点。
ex/「ニコニコといったらなぁに?」 → 「笑っている様子」「ギラギラといったらなぁに?」 → 「太陽が照っているところ」→……
マジカルミルク
以下の例のようにお題の言葉を逆さまに読んで解答する。解答者は前の解答者の出したお題（最初は司会者が出したお題）に沿う答えを答えた後にお題を出し、次の解答者につなぐ。
リズムに乗り切れない・逆さまになってない・前に出たワード・答えたあとに次のお題を出せない・意味不明の言葉・（禁）文字を答えた場合はアウト。
当初はお題にするのは仮名で3文字の言葉のみ。後に、残り3人になると4文字のお題を出すようになり、さらに後には最初から4文字の言葉をお題にするようになった。
最後まで勝ち残った1人に100点。
ex/「おもちという字を逆さに読んで?」→「ち・も・お」「でんぱという字を逆さに読んで?」→「ぱ・ん・で」→ ……
マジカルぞうさん
司会者から出されたお題について知っている事を語尾に「だぞー（だよ）」「あるぞー（あるよ）」などとつけながら回答する。
リズムに乗り切れない・思い浮かばない・お題に沿ってない・本人の思い込み・「～はない」を言う・前に出たこと（近しいものも含む）を言った場合はアウト。
最後まで勝ち残った1人に100点。
ex/「マジカルぞうさん、象について知ってることをみんなで話してみよう」 → 「鼻が長いぞー」 → 「キバがあるぞー」 → ……
マジカル裏バナナ
マジカルバナナとは逆に連想しないように答えていく。
リズムに乗り切れない・（間接的であっても）連想した・前に出たワード・（禁）文字を答えた場合はアウト。
最後まで勝ち残った1人に100点、2位には50点（2位には得点が与えられない時期あり）。
ex/「マジカル裏『バナナ』」 → 「『バナナ』を忘れて『カメラ』」 → 「『カメラ』を忘れて『うちわ』」→ ……
マジカルバナナとは違い、「『バナナ』を忘れて『リンゴ』」と答えると「同じ果物を答えた」ということで連想してしまったとみなしてアウトとなるなど、連想であると判断する基準は広めにしていた。
あいうえおシリトリ
普通のしりとりだが、ア段で終わる言葉の次は、その行を全部言ってオ段の文字から続ける。
最後まで勝ち残った1人に100点。
ex/「加藤紀子」→「ココア」→「あいうえ大阪」

#### バトル系
くっつきバトルロイヤル
『あたまに「すい」がつく言葉』『真ん中に「ん」がつく言葉』などと「くっつきワード」が指定され、それに当てはまる言葉を一人ずつ順に答える。
条件に当てはまらない言葉・存在しない言葉・前に出た言葉・（禁）語を言う、時間切れになるとアウト。
ルールとして、答える言葉は「小学校4年生ぐらいでもわかる言葉でなければダメ」となっており、子供には難しい、知らないであろう言葉やマニアックな言葉を答えた場合には司会者の判断でもう一度答え直しを命じられる。ただし、難しい言葉でも解答者の説得でセーフとなったケースも多々あり、板東も「私がルールブック」と言うなど、広い裁量権を持って判定を行っていた。
1回の放送で2問出題する際には、2問目は「くっつきバトルロイヤル上級編」として出題していた（上級編のくっつきワードは主に『真ん中にくっつく』）。
お題が『真ん中にくっつく』の時には、5文字以上の言葉を答えるとボーナスとして10点が与えられる時期があった。
1位に100点、2位に50点。
おぼえてしりとりバトル
文字数制限のない普通のしりとりだが、それまでに出てきた言葉を全て記憶して最初から全て言った上で新たな言葉をつなげる。
時間内に答えられない・それまでの言葉を間違える・前に出た言葉・「ん」で終わる言葉を言う・（禁）ワードを答えた場合はアウト。
1位に200点、2位に100点。
最初のお題は前回放送の最後に出た言葉が使われていた（初登場回はクリスマススペシャルにちなんで「クリスマス」）。
しりとり2文字バトル
最後の2文字を使ってしりとりを続ける。
ex/ 「しりとり」→「とりにく」→「にくばなれ」→･･･
時間内に答えられない・前に出た言葉・後ろから2文字目に「ん」のついた言葉を言う・意味不明の言葉を答えた場合はアウト。
当初は後ろから2文字目が小文字の場合は大きくし、「ー」の場合は前の音を伸ばして続けていたが、その場合もアウトになるように変更された。
1994年9月8日放送分からは、自分のお題に対して残りの解答者全員が答えられなかった場合、出した本人に順番が返ってくるルールが追加された。この場合、答えられないと本人がアウトとなり、そのお題で脱落した全員を復活させて直前のお題からやり直す。
1位に100点、2位に50点。
仲間でバトル
チーム戦となる『大マジカル』と『スーパークイズスペシャル』で実施。
「世界の国と首都」、「日本テレビで放送されている番組」などとお題を指定し、それに合ったものを答えていく。
1位に100点、2位に50点。

### マジカル伝言バトル
伝言ゲームの進化系。解答者同士で協力して、お題の言葉をできるだけ多くの人数に伝える。解答者は専用のセットに一列に並び、解答者同士の間はシャッターで仕切られる。解答者が次の解答者に伝言する際にシャッターが開き、制限時間が来るとシャッターは閉じる。列の末尾の解答者まで伝言が終了すると、末尾の解答者から順にお題の言葉が何か答える。伝わった人数×10点が全員の得点に入る。解答者が8人の時代に実施されたコーナーであり、パーフェクトで正解した場合は、当初は伝わった人数の70点に100点ボーナスを加算して170点としていたが、後に100点となり、さらに後にはボーナスなしの70点となった。うまくお題を伝えた場合は観客から歓声や拍手が飛ぶ、逆に明らかに違うことをした際は「えぇ〜っ！？」とブーイングが飛ぶことが定番であり、後半の解答者がどのあたりで伝達ミスが起こったかをある程度察してしまう場合もあった。
通常回では全員に同じ点数が入るため点差がつかなかった（あくまでミステリーツアーのための足掛かりとしてのコーナーであった）が、大マジカルではチームから複数人出して2組に分けて実施したため、別の組のチームとは点差がつくようになっていた。
マジカルアクション伝言バトル
先頭の解答者は、司会者から伝えられたお題の言葉を制限時間のうちに体のアクション（ジェスチャー）のみで表現。それを見た次の解答者は同様にその次の解答者にアクションを見せる。これを列の末尾の解答者まで続ける。その際のBGMにはMBSアニメ『ムカムカパラダイス』のOPテーマ「とっておきのキモチ」（曲：池毅）のイントロが用いられた。
制限時間は当初は5秒だったが、後に7秒に変更。5秒バージョンのBGMに1小節追加して7秒バージョンとした。
マジカルアート伝言バトル
当初は先頭の解答者から順に、次の解答者の背中に付けられたゼッケンのようなシートにマジックで絵を描く。描かれた側の解答者は絵は見ることができず、背中の感触だけでどんな絵が描かれたかを想像し次の解答者に伝える。最後の解答者は額縁のフリップに描く。
背中に描く形式は数回のみで、後に「新マジカルアート伝言バトル」として改訂。制限時間内にセットに張り付けてあるフリップに絵を描き、次の解答者はその絵を見てさらに次の解答者に絵を描いて伝える。これを末尾まで繰り返す。前の解答者が絵を描いている間にその絵を見ながら絵を描いてはいけない。フリップに描く形式が定着すると、タイトルの「新」が取れてこの形式を指して「アート伝言」と呼ぶようになった。
新マジカルアート伝言バトルの制限時間は当初は5秒であったが、後に5秒バージョンのBGMに1小節追加して7秒となった。
2023年10月15日放送の特番『日テレ系人気番組 秋の3時間コラボSP』内の『世界一受けたい授業!!』ブロックで同企画の復刻版が行われた。司会は上田晋也（くりぃむしちゅー）。
音楽リップ伝言バトル → マジカルリップ伝言バトル
全員が大きな音の流れるヘッドホンをして互いに何を言っているのか聞き取れない状態で行う。お題の音楽（歌）を歌う口の動きだけを見て何を歌っているのか推理し、次の解答者に同じように歌って伝える。
当初は音楽（歌）に限って出題された。後にフレーズ（標語や決まり文句などの短い文章）もお題にされるようになる。
制限時間の目安となるBGMはなく制限時間は特に設けられていなかったが、1回言い終えたり、わからなくなって途中で止まったりするとシャッターを閉じられていた。
マジカルねんど伝言バトル
お題のものを粘土を使って表現し伝えていく。
マジカルラッパ伝言バトル
お題の曲を音程が少ないおもちゃのラッパを吹いて伝えていく。ラッパを吹く解答者とそれを聴く次の解答者以外はヘッドホンをしてラッパの音は聞こえない状態で行う。

### マジカルシャウト→新マジカルシャウト→新マジカル8人（8チーム）シャウト
答えがわかったら、その答えをマイクに向かって叫ぶ。1番早く答えた人に1ポイント。お手つき（誤答）の場合は次に他の人がお手つきするまで休みで解答権を失う。
当初は3人1組で行うトーナメント戦。解答者が7人の頃は、それまでの得点の少ない順に、7位〜5位が予選第1組、4位〜2位が予選第2組、1位の解答者はシード選手として決勝のみに参加。トーナメント予選、決勝ともに3ポイント先取（3問正解）すると勝ち。当初はトーナメント優勝者のみに200点。後に予選勝ち抜けで50点、優勝で100点。解答者が8人になると4人1組のトーナメント戦（予選で2位の解答者も決勝進出、ただし2位は予選通過での得点は獲得できない）になり、規定ポイントが4ポイントや5ポイントに設定されることもあった。獲得できる得点も時期により異なる。後に4人1組で対戦するがトーナメントではなくなり、最終的に解答者8人（8組）全員が一度に挑戦し3ポイント先取でコーナー終了という形式となった。
大マジカルでは「大逆転マジカルシャウト」「スペシャルシャウト」「スーパーシャウト」などと題し、6チーム制では3チーム（1994年年末は2チーム）、8チーム制では4チーム対抗戦で行い、出題数を10問ないし12問に限り、1問正解で50点、以下、正解を重ねるごとに100点→200点→400点・・・と倍増し、全問出題した時点で積み重ねた得点を獲得する形式でも行われた。お手付きをすると積み重ねた点数がなくなり0点に戻る（休みにはならない）。
代表的な出題内容として以下のようなものがあった。
似たもの三択
まず選択肢となる言葉を3つ読み上げ、次に「○○なのは?」と問う。3つの言葉は語感が似通っていたり、実体そのものが似たものであったりして引っかけを誘っている。稀に、四択などが出題されたこともあった。
ex /おみくじ、宝くじ、あみだくじ 当たりが無いのは? → おみくじ
まぎらわしい三択
「正しいのは何番?番号で答えて下さい」と読み上げられ、次に3つの選択肢が出るので番号で答える。
ex /1ウルトラマン、2ウトルラマン、3ウルトラマソ → 1ウルトラマン
映像シャウト
映像を見て答える。まず「これは○○」と読み上げながら1つ目の映像が流れ、次に「では、これは?」と2つ目の映像が流れるので、2つ目の映像が何を映しているのかを答える。
1つ目の映像は正解ではない答えへのミスリードになっている場合がほとんど。
当初は「これは大根、ではこれは?」でおろし金の映像を見せて「大根おろし」とひっかけようとするなど、映像自体には小細工のないようなものだったが、後に2つ目の映像は「一見のれんのようだが実は幅の広いパンツ（のれんに見えるように干している）」「一見チョークのようだが実はタバコ（黒板の前でチョークに見えるように持っている）」など、時に手のこんだ小道具を使って解答者を騙すような形式になった。さらに、最初のミスリードの映像も、「元気スタンド」（店員がテンションが高いガソリンスタンド）「ゴール父母オール」（徒競走でゴールした直後、両親がボートのオールを持って登場）など、かなり無理矢理なものとなった。
逆さま九九
「次の答えになる九九を言って下さい」と読み上げ、次に数字を問い、その数字の九九をこたえる。
ex /24 → 4×6、3×8
ないもの探し
映像を見て答える。上下に2分割された画面にそれぞれ複数のものが置かれているが、下の画面に置かれているものは上の画面に置かれているものより1つ少ないので、上にあって下にないものを答える。
超インスピシャウト
「頭に○のつく××」とだけ読み上げられるので、○（一文字）を頭文字とする××に当てはまる言葉を答える。後に「おしりに○のつく××」と最後の文字を指定するパターンのものも出題されるようになった。
もともとは特番において独立したコーナーとして出題されていたもので、その際は1問ごとに正解で得点、不正解で減点というルールで行われていた。マジカルシャウトのコーナーに組み込まれた後も特番では超インスピシャウトを独立したコーナーとして行うことがあった。
音楽シャウト
ある音楽を聞いて、その音楽のタイトル、歌っている人の名前、音楽が使われている作品のタイトルなどを答える。
逆読みシャウト
ある言葉を仮名にしたものを逆から読むので、元の言葉を当てる。
ex /「ドーコレ」→「レコード」
裏文字シャウト
ある言葉を平仮名にしたものを裏返して表示（鏡文字） するので、その言葉を当てる。
飛び石シャウト
画面に表示されたカタカナの並びを1文字目から1文字おきに読むとある言葉になるので、その言葉を当てる。
最初に声を発した者のみ正誤判定の対象になるというマジカルシャウトの性質を利用して、答えがわかる前から大急ぎで最初の文字を叫んで他者の解答を阻止しつつ、自分はゆっくり読みながら答えるという手口が使われるようになったが、後にこの手口を使うと文字が消えて読めなくなるようになった。
ex/シシャボンダプマー→シャンプー
穴うめシャウト
画面に一部分が穴（空白）になった言葉(カタカナ)が表示された上で、ヒントになる短い文が読み上げられるので、その言葉を答える。
この形式は所ジョージが考案し、スタッフと話す中で提案したのが元になって作られた。そのため、初出題時には視聴者投稿の問題と同様に「出題 所ジョージさん」と紹介され、採用者に贈られるマジカルグッズもスタジオで受け取っていた。
ex/○キマツ○→ヒント「冬の札幌」→ユキマツリ（雪まつり）

### その他
逆から早撃ちクイズ
画面にビルで文字が隠された問題文を表示、怪獣が末尾から（問題文の逆から）ビルを破壊し問題文を出していくので、出ていない文を推理して早押し形式で答えるクイズ。頭脳指数は100からスタートして0まで。解答権は1人1回のみ、お手つきで失格。正解者が出るか全員失格したらその問題は終了。
「早撃ち」というタイトルにちなみ、解答者が早押しボタンを押した際には通常のチャイムではなく銃声が鳴っていた。
早取りロングワード
20（当初は25）の文字（ひらがな）から、文章や言葉を作る。解答権は早押しで1人1回、解答権を得てから答える制限時間は7秒。一度使われた文字は消えて使えなくなり、残りの解答者は残った文字で言葉もしくは文章を作る。1文字のみの言葉は不可。1文字につき10点、一番長い言葉を作った解答者にはボーナス100点（同率で2人いる場合は50点ずつ）。
お手つきは1回休み、文字を使い切るか残った文字で意味のある言葉が作れなくなったら終了。文章はある程度意味が通っていれば可だが、あまりにも強引な場合は不正解、若しくは言い直しとされる場合もある。
初回は「ゆみこ」などの限定できない人名も可とされていたが、後に人名を使用した場合は誰のことかを確認されるようになった（例として、所が『はたもしんけん』と解答→確認の際に羽田孜が真剣であると説明、この場合は正解とされている）。
超瞬間お手上げクイズ
少し考えれば分かるような引っ掛け問題を聞き、正しいと思えば即座に手を挙げる。問題文は「……だと思う人?」という形で読み上げられ、直後に「お手上げ!」と録音された号令が流れるので、号令から間を空けずに手を上げるか上げないかを判断して行動する。手を上げるのが遅かった場合は司会者の判断で無効になる。解答者の手には「お手上げ判定マシン」というセンサーがつけられ、少しでも上げると反応するようになっている（大マジカルでは使用せず）。
なお、「自分は男ではないと思う人?」など解答者によって正誤が異なる問いもあったため、このクイズは「問題」ではなく「質問」とされた。
当初は不正解で失格となる勝ち残り形式で、残った1人のみに100点。後に5問出題で最高成績の解答者に100点（複数人いる場合は同点決勝を行う）、さらに解答者間の正解数は競わずに1問正解ごとに20点獲得（1問10点の時期あり）と得点ルールが変わっていった。
大マジカル頭脳パワー!!スペシャルでは赤チームと青チームの2チームに分けての勝ち残り形式での対抗戦（勝利チームに100点）、8チーム全員参加での勝ち残り形式などのルールで行われ、1996年秋以降と2001年の復活特番は各チームの代表者1人が参加（1問正解で20点）。
マジカルイマジネーション
6人の解答者は目をつぶり、「イメージして下さい。あなたは……です。……して下さい」という形で読み上げられた問題文に対して、体の動作で回答。同じ動作をした解答者に得点が与えられる。
マジカルアート
4人1組による協力戦。隠されたテーマ（解答者には伝えられない）に基づいた10のお題が用意されており、4人のうち1人が司会者から見せられたお題を、専用のセットに掲げられたフリップにマジックで絵に表して描く。残りの3人は何を描いているのか叫んで答える。描き手は声を出したりジェスチャーをしてはいけない。隠されたテーマに気付くと、それが解答のヒントになる。正解が出たら1問ごとに描き手は順々に交代。制限時間になった時点で終了。
1問正解につき10点。全問正解でさらにボーナス100点で合計200点。答えがなかなか出ずどうしても分からない場合はそのお題をパスすることができるが、パスは1回につきマイナス20点。パスの際は描き手は交代しない。
解答者をコーナー開始時点の得点の順位によって2組に分けて行う。解答者が7人の頃には第2組に、6チーム制の大マジカルでも1人しかいない本命チームにも助っ人として板東が参加していた（1位・3位・5位・7位が第1組、2位・4位・6位・板東が第2組）。
後に、お題はそのままで描き手を交代する「チェンジ」を行うことができるようになった。チェンジでは減点のペナルティはない。
さらに後には隠されたテーマは廃され、司会者のところに用意されたお題が書かれた紙の中から1枚を描き手が選び、その絵を描いて当てさせる方式となった。
マジカルインスピレーション→新マジカルインスピレーション
4人1組で「頭に○が付く××なもの」というお題に対して思い付く言葉を叫ぶ。同じ答えを叫んだ人に得点。2人揃うと20点、3人揃うと30点、4人全員が揃うと当初は100点、後に50点。
「新マジカルインスピレーション」以降は、「インスピアート」、「ムリ漢インスピレーション」、「サウンドインスピレーション」、「ふきだしインスピレーション」などの形式も登場。
インスピアート
「この形を使って絵をかいて下さい」と読み上げ、提示された図形に描き足して絵を描く。
ムリ漢インスピレーション
「次の言葉をムリヤリ漢字で書いて下さい」と読み上げ、次にカタカナ語を表示。それを無理矢理漢字で表す。
サウンドインスピレーション
「次の音をあなたが聞こえたように表現して下さい」と読み上げ、VTRで音が流れる。それを擬音語で表現する。
ふきだしインスピレーション
「次の人が言っているセリフを想像して下さい」と読み上げ、VTRで会話が流れる。その伏せられた部分のセリフを考える。
たとえてインスピレーション
「○を××にたとえて下さい」というお題に対して思い付く解答を叫ぶ。
連想インスピレーション
「次の2つの言葉から連想するものを思い浮かべて下さい」と読み上げ、次に2つの言葉を表示。それに対して思い付く解答を叫ぶ。
マジカルブロック
スペシャル限定で行われたクイズ。4人が参加して五十音がそれぞれ1文字ずつ用意された75個のブロックを並べ、お題に沿った単語を作る。ブロックは1文字につき1回しか使うことができない。1個につき10点。
逆さまジャンケン
普通のジャンケンと違い、勝った方は「負けた」と言っておじぎ、負けた方は「勝った」と言ってバンザイする。あいこの場合は「あいこ」と言って両手を腰に当てる。
勝ったのにバンザイ、負けたのにおじぎをした場合は相手の勝ちとなる。
マジカルプッシュ 知らなきゃ押しつけろ!→新マジカルプッシュ 知らなきゃ押しつけろ!
1対1の対戦。普通の早押し問題と違い問題文が途中で切られゴングが鳴る。直後に解答者がボタンを押し、続きの問題文を聞いて答える。
問題が難しそうだと思えば相手側のボタンを押して解答権を押し付けてもよい。
正解で1ポイント、不正解で相手に1ポイント。
先に規定のポイント（当初は3ポイント、後に2ポイント）を取った方が勝ち。得点は50点の時期と100点の時期があった。
問題は前振りとは全く関係ない方面に飛んでいくことが大半であり、運と読みが試されるクイズでもあった。
ex/アパートはアメリカが発祥の地ですが、では、マン…月（満月）のおよそ2週間前は? → 新月
マジカルだるまさんがころんだ
ブロックを積み上げて問題の答えとなる言葉を作るゲーム。4人1組の対戦で、解答者は専用のセットに入り行う。解答者の手元には、答えとなる言葉（ひらがなで表記）が作れるブロックが過不足なく用意されており（例えば答えが「新体操」ならば、それぞれ「し」「ん」「た」「い」「そ」「う」と書かれたブロックが用意される）、これを「だるまさんがころんだ」と言い始めてから言い切るまでの間に下から順に積み上げ、上から読むとその言葉になるようにする。
「だるまさんがころんだ」と言い切った時点でブロックを置く場所の左右にあるスイッチに両手をそれぞれ置いていないと、ブロックを置く場所の装置が作動してブロックが崩れ、初めからやり直しとなる。後に、ブロックを崩す際に炭酸ガスが噴射されるようになった。
カメラから見てすべての文字が上から下に正しい向きで読めるように積み、かつ積み終わった当該の「だるまさんがころんだ」を言い終わった時点で崩れなければ完成（積み終えてもガス噴射を止めきれなかったり、焦って崩してしまったり、そもそも向きがおかしかったりした場合は完成とはならない）。最初の完成者（同じタイミングで複数人完成者がいれば全員）が得点獲得となる。
マジカル可能?不可能?
出された課題をできると思えば「できるチーム」に、できないと思えば「できないチーム」に分かれて、できないチームはできるチームの解答者の中から課題に挑戦する人を1人指名。指名された解答者が課題に成功すればできるチーム全員に50点、失敗すればできないチームに50点。
課題は体を使った過激な無理難題を課すものが多く、「よい子のみんなはマネしないでね!」というテロップが表示されることも多々あった。
課題に成功した解答者には別途ボーナス点が与えられることもあった。
さかさま指令
4人1組での対戦。解答者はシャッターで仕切られたボックスに入り、ある指令の文が逆から読まれるのを聞いてその指令に沿ったジェスチャーをする。解答者の前には2種類の物が置いてあり、この物を使う場合もある。（当然使わない場合もある）
一番早く指令通りのジェスチャーをした人に10点、一番遅かった人はマイナス10点。後に加点、減点共に20点になった。
ex/ 「うどんうのびくてとらぶらぶ」→「ぶらぶらとてくびのうんどう（ぶらぶらと手首の運動）」この時、ひっかけとして解答者の前にはうどんの麺が置かれていた。
マジカルブランコ
解答者1対1の対戦（初回のみ4人1組）。解答者はブランコに座りブランコを漕ぎ、出された問題の答えをセット上部に設置されたマイクに向かって叫ぶ。解答者がマイクに近付き「チャンス」のランプが点灯している時のみ解答が有効で、点灯している間に答えを言い切れなかった場合には正解を叫んでいても無効。3問出題、1問正解につき50点。
マジカルしまったアクションヒント
2人1組になり、1人は椅子に、もう1人は椅子と相対する位置にあるボックスの中に入る。ボックスの中の者は出されたお題をジェスチャーと言葉や文章（ジェスチャーをしながら喋ってよい）でヒントを伝え、椅子に座っている解答者はお題が何かを当てる。お題は正解するかパスすると次のお題に代わる。
制限時間が迫ると、ボックスの左右から徐々にシャッターが閉まり始め、シャッターの隙間からヒントを出す。シャッターが完全に閉まったところで終了。正解数に応じて得点が与えられる。
お題に含まれる言葉を喋るのは違反となり、強制的に次のお題になる。途中でヒントを出す側と解答する側を交代することもあった。
マジカルメリーゴーラウンド
回転台に乗った解答者が問題（主にランキングのうち指定の順位のものを当てる問題）に答える。ただし解答権が得られるのは回転台の外に1つ設置してあるマイクが自分の前に来た時のみ。
おなまえスピードトライアル
モニターに矢継ぎ早に映る物や人の名前を口頭で答える。映像が流れるスピードは徐々に速くなっていく。全25問、途中で答えられなくなるか間違えたら終了。映像の流れに追いつけなくなっても記憶で答えられる限りは解答を続けてよい。
問題は全解答者に同じものが用意されており、一人ずつ挑戦。挑戦前の解答者はヘッドホンをしてモニターに背を向けて座って、問題を知らされない状態で待機する。
1問正解ごとに5点獲得し、25問正解で125点獲得となる。後に最多解答者はボーナス点獲得となる。
いぢわる実験室→いじわる実験室
ひっかけ問題を出題。各人に用意されているのは同じ問題だが、解答者一人ずつに順番に出題。順番を待つ解答者はヘッドホンをして出題や前の解答者の解答が聞こえない状態で並んで座る。出題者の森による、ひっかけを誘う話し方につられる解答者が多かった。
マジカル超ぴったり（マジカルぴったり）
2人1組（後に3人1組）で砂をはかりの上に入れてぴったり10000gになるのを目指す。1人が指示役、残りがスコップや手を使って砂を入れる。ただし、指示役ははかりが何gを指しているかの数値を口に出してはならない。「多い」、「少ない」、「少しだけ入れて」などといった数字を出さない形での指示を聞き、制限時間内にぴったりになるよう砂を出し入れする。ぴったりにできたら500点獲得。ぴったり以外は得点にならない。

## スタッフ
- 総合演出：五味一男
- 演出：小杉善信（1990年10月 - 1994年3月）
- 構成：豊村剛、新田英生、妹尾匡夫、花輪如一、そーたに、今村良樹、森和盛、長田聖一郎、西条昇、内海邦一、川野将一、兼上頼正
- 問題作成：雅孝司（初期時代）、オフィスゲイム、writers office、ペンハウス、*D N P - ウェイバックマシン（2003年10月15日アーカイブ分）
- 問題監修：多湖輝、芦ヶ原伸之、小野寺紳（いずれも初期時代のみ）
- マジカルミステリー劇場脚本：杉江秋典
- マジカルミステリー劇場原案：徳山諄一→田奈純一、新保博久、松岡智恵、鈴木隆久、折原一、我孫子武丸
- マジカルミステリー劇場演出：水田伸生、大塚恭司、雨宮望
- ナレーター：森功至、来宮良子（各々 1990年10月 - 1999年9月・2001年12月復活）
- タイトル：檜垣紀六（木曜日時代と2001年復活SPともにエンディングクレジットに表記なし）
- 問題CG：高岡温（初期時代のみ）、Wahaha company
- 技術（1990年10月（第1回） - 1997年9月はTP、1997年10月 - 1999年9月（最終回）にはTMと表記）：加田直彦、関真久、小西昌司、田中元一、宮下英俊、佐藤公則、北村嘉明、新開宏
- SW：鈴木博、笹山久男、新開宏、内山久光、富沢義明、高梨正利
- カメラ：秋山真、小宮佑一、渕野祐輔、宇野直樹、宮本幸夫、武石典之、当木雅人、大橋英昭、岡田博文、横山潤、石垣雅人
- 音声：小川洋文、柏崎芳則、佐内康裕、大島康彦
- PA：辻直哉
- 照明：関真久、細川登喜二、橋本昇、坂口尚真
- 調整：牧野和侑、橋本慶一、山下輝良、阿部正美、坂本誠二、今井正、田中拓巳、九里隆雄、金沢哲人、守屋誠一、佐久間治雄、大沼成康、菅谷典彦、高田彰彦、遠藤忠、遠藤昇、弓削聡、阿部繁雄/貫井克次郎、佐藤満
- ロケ技術：ティ・ピー・ブレーン
- 美術：荒井亜和、浜野璋彦、石川啓一郎、中原晃一
- デザイン：中野嘉一郎、磯村英俊、渡辺俊孝
- 編集：清水良浩・佐藤敦哉・瀧川賢一・阿部芳三（麻布プラザ）
- MA：迫久美雄・山本晋（麻布プラザ）
- 音効：佐藤僖純・寺尾崇（佳夢音）
- TK：鈴木茂子、桐原千春、福井淳子、浜川久美、伊藤千春
- 広報：辻澄子、河村良子、阿部真一郎
- デスク：鳩谷真理、宮内由紀子、山田美夏、清水美名、成澤陽子
- 制作スタッフ：吉川圭三（日本テレビ）、高浦康江（ハウフルス、共に初期時代）
- 制作進行：小森節子、吉田和香、朝倉康晴（朝倉→参加当初はAD）、相澤英里
- AD：山中いづみ、中田信、中村靖、田辺利幸、池田健司、平敢夫、早坂憲次、土屋雅之、島本眞也、横島昌子、杉本憲隆、宮部智康、長谷川優子 /上田敏之、島袋みさと/小江翼、栗山敏弘、中村康伸、井上公志、上田成純、星野隆夫、吉田勉、馬場誠、佐々竜太郎、河野雄一、土井一真、岸豊、奥田聡子
- ディレクター：松井昂史、舟澤謙二、佐野譲顯、磯野太 /内藤和明、鈴木豊人、小沢太郎、瓜生健、中西健、石尾純、小林正純、長澤快之、佐藤浩仁、森実陽三（磯野・小沢・瓜生・小林・長澤→参加当初はAD）
- プロデューサー：渡辺弘（日本テレビ）、菅原正豊（ハウフルス） /佐野譲顯・面高直子（日本テレビ）、新国誠・日原直子（ハウフルス、新国→参加当初は制作スタッフ、日原→参加当初は制作スタッフ→制作進行）
- チーフプロデューサー：渡辺弘（1994年5月 - 1997年5月）、吉岡正敏（1997年6月 - 1998年5月）、佐野譲顯（1998年6月 - 1999年9月）
- 制作：高橋進
- 技術協力：NTV映像センター
- 美術協力：日本テレビアート
- 事務所協力：オフィスメイワーク
- 制作協力：フルハウスTVP→ハウフルス
- 製作著作：日本テレビ

### 復活特番（2001年）のスタッフ
- 企画・総合演出：五味一男
- ディレクター：舟澤謙二、鈴木豊人、瓜生健、松井昴史、森実陽三、小澤太郎
- 構成：豊村剛、長田聖一郎、内海邦一、兼上頼正、長谷川大雲、龍田力、じみ〉中村
- リサーチ：高橋裕臣
- 問題CG：wahaha COMPANY、華工房
- ロケディレクター：長澤快之、小林正純、中西健、石尾純
- AD：井上公志、島袋みさと、小江翼、鈴木昇
- 広報：立柗典子
- 制作進行：小森節子
- デスク：佐々木美香
- ナレーター：森功至、来宮良子
- TM：伊東聡
- SW：高梨正利
- カメラ：武石典之
- 音声：大島康彦
- PA：辻直哉
- 照明：細川登喜二
- 調整：佐藤満
- VTR：山口考志
- モニター：吉邑光司
- 音効：佳夢音 佐藤僖純、寺尾崇
- TK：伊藤千春
- 編集・MA：麻布プラザ 清水良浩、瀧川賢一、迫久寿雄、本間貢
- 美術：中原晃一
- デザイン：磯村英俊
- 美術協力：日テレアート
- 制作協力：ハウフルス、創輝、モスキート
- プロデューサー：面髙直子、日原直子、髙田優美
- チーフプロデューサー：吉田真
- 製作著作：日本テレビ

### 復活特番（2025年）のスタッフ
- 企画・総合演出：五味一男
- ナレーター：杉本るみ、三村ロンド
- クイズ出題：藤田大介（日本テレビアナウンサー）
- TM：大越克人
- SW：荻野裕也
- CAM：大庭茂嗣
- VE：向山江梨佳
- MIX：三石敏生
- LD：高橋明宏
- モニター：太田和明
- 美術プロデューサー：磯村英俊
- 美術デザイン：熊崎真知子、山本莉子
- 大道具：才原裕二
- 電飾：糸数青祥
- 小道具：吉田浩
- 衣装：川上紗也加
- 持ち道具：上田薫
- メイク：目代遥
- 編集：橋本淳一郎
- MA：藤井光洋
- 音効：松野謙一、竹中幸治
- CG・イラスト：グレートインターナショナル、テクノカットスタジオ
- 写真協力：アフロ、イメージマート
- 美術・技術協力：日本テレビアート、NiTRo、ヌーベルバーグ、東京音研映像、中央宣伝企画、テルミック、テレフィット、東京衣装、京阪商会、奥松かつら、インターナショナルクリエイティブ、ヌーベルアージュ、turn up
- クイズ作家：水野圭祐、近藤仁美、小堀裕也、栗坂祐輝
- リサーチ：大澤悠平（CAMEYO）
- デスク：富重裕子
- TK：矢島由紀子
- フロアD：川名良和、吉濱明秀、五十嵐幹士、島袋みさと、松浦健太郎、土井一真/奥河内都、寺尾弥宮、三浦広大、中田舞、柳田悠香、安立果菜
- 制作進行：小森節子、後藤喬之
- ディレクター：松井昴史、小林正純、井上公志、奥村竜、齋藤郁恵、長沼秀幸、山口智教、笹原有翔/長田桃子、林春乃、浅間力輝、衛藤彩奈、舟根佳祐、白井薫
- 演出：曽我翔、飯野修一
- プロデューサー：平井杏奈、富永結貴/阿河朋子、佐藤浩仁、佐々木美香、中村紀史、米澤敏克、内田智子、舟澤謙二、佐々木彩乃、伊藤優海
- 統轄プロデューサー：河野雄平
- チーフプロデューサー：新井秀和
- 制作協力：ZiNPRO、えすと、AXON
- 製作著作：日テレ

## エンディングテーマ
| 歌手名/ユニット名  | 曲名               | 使用期間   | 使用期間   | 備考 |
| ------------------ | ------------------ | ---------- | ---------- | --- |
| セメントミキサーズ | きりがない         | 1990.10.27 | 1991.3.30  | |
| ZARD               | 不思議ね…          | 1991.4.20  | 1992.1.25  | |
| ZARD               | 誰かが待ってる     | 1992.2.1   | 1992.10.10 | シングル化はせず、アルバム「HOLD ME」に収録 この代まではシンキングタイム用のアレンジバージョンが存在したが、書き問題廃止に伴い使用されなくなった。 |
| BLUE ANGEL         | 君にTRY AGAIN      | 199210.24  | 1993.9.4   | |
| 小沢健二           | 暗闇から手を伸ばせ | 1993.10.9  | 1994.3.26  | この代まではCM前アイキャッチ・前提供用のアレンジバージョンが存在した。CM前のアイキャッチは木曜移動時に廃止されている。                             |
| 横山輝一           | LIMIT              | 1994.4.7   | 1994.9.22  | |
| 林田健司           | CRAZY FUNKY DOWN   | 1994.10.13 | 1995.3.16  | |
| 電気グルーヴ       | 虹 (Mojo Mix)      | 1995.4.6   | 1995.9.14  | |
| 不定               | 不定               | 1995.9.21  | 1999.9.16  | 週替わりで洋楽のヒット曲を流していた（『I Was Born to Love You』（Queen）など）。                                                                  |

## 効果音
得点の入る時の効果音は、山瀬まみの曲の「芸能人様のお悩み」のアウトロ（終わりの部分）に電子音を加えたものを使用していた。今田耕司がレギュラーになった後期と2001年復活SPでは電子音に代わるアレンジとなった。他にも、早押しクイズの冒頭に流れるジングルの二代目のものは同じく山瀬の「ビートパンク小僧」のアウトロを使用していた。

## 書籍
- マジカル頭脳パワー!! Ⅰ 頭脳爆発編（1992年3月、日本テレビ放送網、ISBN 4-8203-9136-4）
- マジカル頭脳パワー!! Ⅱ 頭脳パニック編（1992年6月、日本テレビ放送網、ISBN 4-8203-9228-X）
- マジカル頭脳パワー!! Ⅲ 超ナイショの新クイズがいっぱい!（1993年7月、日本テレビ放送網、ISBN 4-8203-9319-7）
- マジカル頭脳パワー!! 電子ブック版（1993年10月、日本テレビ放送網、ISBN 4-8203-9318-9）
- マジカル頭脳パワー!! Ⅳ バトルチャンピオンへの道（1994年4月、日本テレビ放送網、ISBN 4-8203-9412-6）
- マジカル頭脳パワー!! Ⅴ 超最新クイズ500連発!!（1995年12月、日本テレビ放送網、ISBN 4-8203-9541-6）
- マジカル頭脳パワー!! Ⅵ スーパークイズリミックス! 最新版!!（1997年10月、日本テレビ放送網、ISBN 4-8203-9666-8）

## コンピューターゲーム作品
コンピューターゲームとして制作されたものとして
- マジカル頭脳パワー!!（アーケードゲーム、セガ、下記参照）
- マジカル頭脳パワー!! PARTY SELECTION（プレイステーション、VAP）
- マジカル頭脳パワー!! DS（ニンテンドーDS、ディースリー・パブリッシャー ）

が存在する。

### アーケードゲーム
この番組を元にしたアーケードゲームがセガ（後のセガ・インタラクティブ）から、1996年11月に販売された。筐体は最大3人まで遊べるようになっており、画面と各プレーヤーの押しボタン、それに可動マイクという構成になっている。
クイズは番組と同様のものが用意されており、
- いち文字クイズ
- 立体文字クイズ
- 似たもの三択
- 映像シャウト
- まぎらわしい三択
- ないもの探し
- 穴うめシャウト
- 早押しエラーをさがせ!

などの問題が出題され、答えが分かったプレイヤーは自分の押しボタンを押して解答する。
このゲームには音声認識が搭載されており、プレイヤーが答えを発声して解答するようになっている（番組と違い、シャウト系問題でもボタンを押さなければならなかった）。また番組にならい、ボタンを押すまで頭脳指数がカウントダウンするので、なるべく早めに解答する必要がある。
誤答や、ボタンを押したのに認識できる音声が入力されなかった場合にライフが半分減る。音声認識率は高めではあったが100%ではなく、誤認識によるライフ減少も時々発生した。
ゲームは複数のステージを順にクリアする形式になっており、各ステージでは1つの問題形式の問題が一定数出題され、全問終了時にその問題形式で獲得できた頭脳指数の合計（複数人でプレイした場合は全員の合計）が基準を下回った場合はライフが一つ減る。ライフを全て失うとゲームオーバー（コンティニュー可能）、全てのステージを終了するとクリアとなる。なお最後のステージは番組同様「早押しエラーをさがせ!」となっている。
このゲームには4つのコースがあり、各コースをクリアすると次のコースをプレイできる「合い言葉」が表示される。コースには合い言葉不要の通常コースの他、「マジカルコース」「頭脳コース」「パワーコース」とあり、後ろのコースほど難易度が上がる。各コースの選択はゲーム最初の練習で合い言葉を発声することによりそのコースで遊べる。「パワーコース」をクリアするとエンディングが見られる。

## ネット局
系列は当番組終了時（1999年9月）のもの。
| 放送対象地域  | 放送局           | 系列                          | ネット形態              | 備考                |
| ------------- | ---------------- | ----------------------------- | ----------------------- | ------------------- |
| 関東広域圏    | 日本テレビ       | 日本テレビ系列                | 同時ネット              | 制作局              |
| 北海道        | 札幌テレビ       | 日本テレビ系列                | 同時ネット              |                     |
| 青森県        | 青森放送         | 日本テレビ系列                | 同時ネット              | [ 注 41 ]           |
| 岩手県        | テレビ岩手       | 日本テレビ系列                | 同時ネット              |                     |
| 宮城県        | ミヤギテレビ     | 日本テレビ系列                | 同時ネット              |                     |
| 秋田県        | 秋田放送         | 日本テレビ系列                | 同時ネット              |                     |
| 山形県        | 山形放送         | 日本テレビ系列                | 同時ネット              | [ 注 42 ]           |
| 福島県        | 福島中央テレビ   | 日本テレビ系列                | 同時ネット              |                     |
| 山梨県        | 山梨放送         | 日本テレビ系列                | 同時ネット              |                     |
| 新潟県        | テレビ新潟       | 日本テレビ系列                | 同時ネット              |                     |
| 長野県        | テレビ信州       | 日本テレビ系列                | 同時ネット              | [ 注 43 ] [ 注 44 ] |
| 静岡県        | 静岡第一テレビ   | 日本テレビ系列                | 同時ネット              |                     |
| 富山県        | 北日本放送       | 日本テレビ系列                | 同時ネット              |                     |
| 石川県        | テレビ金沢       | 日本テレビ系列                | 同時ネット              |                     |
| 福井県        | 福井放送         | 日本テレビ系列 テレビ朝日系列 | 同時ネット              |                     |
| 中京広域圏    | 中京テレビ       | 日本テレビ系列                | 同時ネット              |                     |
| 近畿広域圏    | 読売テレビ       | 日本テレビ系列                | 同時ネット              |                     |
| 島根県 鳥取県 | 日本海テレビ     | 日本テレビ系列                | 同時ネット              |                     |
| 広島県        | 広島テレビ       | 日本テレビ系列                | 同時ネット              |                     |
| 山口県        | 山口放送         | 日本テレビ系列                | 同時ネット              | [ 注 45 ]           |
| 徳島県        | 四国放送         | 日本テレビ系列                | 同時ネット              |                     |
| 香川県 岡山県 | 西日本放送       | 日本テレビ系列                | 同時ネット              |                     |
| 愛媛県        | 南海放送         | 日本テレビ系列                | 同時ネット              |                     |
| 高知県        | 高知放送         | 日本テレビ系列                | 同時ネット              |                     |
| 福岡県        | 福岡放送         | 日本テレビ系列                | 同時ネット              |                     |
| 長崎県        | 長崎国際テレビ   | 日本テレビ系列                | 同時ネット              | 1991年4月開局から   |
| 熊本県        | 熊本県民テレビ   | 日本テレビ系列                | 同時ネット              |                     |
| 大分県        | テレビ大分       | 日本テレビ系列 フジテレビ系列 | 同時ネット → 遅れネット | [ 注 46 ] [ 注 45 ] |
| 宮崎県        | 宮崎放送         | TBS系列                       | 遅れネット              | [ 注 47 ]           |
| 鹿児島県      | 鹿児島テレビ     | フジテレビ系列                | 同時ネット              | 1994年3月まで       |
| 鹿児島県      | 鹿児島読売テレビ | 日本テレビ系列                | 同時ネット              | 1994年4月開局から   |
| 沖縄県        | 沖縄テレビ       | フジテレビ系列                | 遅れネット              | [ 注 49 ]           |

## 関連番組

### 日本テレビクイズプロジェクト
- クイズ世界はSHOW by ショーバイ!! → 新装開店!SHOW by ショーバイ!! → 新装開店!SHOW by ショーバイ2
- スーパークイズスペシャル

### パロディ
- 2年越し!超超興奮!仰天"生"テレビ!!内「どんまい!!煩悩バラエティー!!」 - 当番組のパロディー「マジカヨ!煩悩パワー!!」があった。
- ダウンタウンのごっつええ感じ - 当番組のパロディーコント「マニカル頭パワー!!」があった[注 50]。
- めちゃ²イケてるッ! - 嵐がデビューしたときの企画で、江頭2:50が「江頭バナナ」とタイトルをつけてゲームをやっていた。なお、江頭は本番組に出演した経験がある。
- エンタの神様 - 陣内智則の当番組のパロディーコント「パワフル頭脳ゲーム」があった。
- AKB48のオールナイトニッポン - 菊地あやかが出演時に当番組のパロディークイズ企画「クイズ!マジカル菊池ばかー」があった。
- おにぎりあたためますか - マジカル河野パワー
- 乃木坂工事中 - 乃木坂欅坂忘年会での乃木坂バナナゲーム
- チコちゃんに叱られる! - マジカル裏バナナとほぼ同様のルールの「唯我独尊ゲーム」がミニコーナーとして行われている。

### その他
- 奇跡体験!アンビリバボー - 1997年10月の開始当初は土曜19時台の放送で板東が出演していたが、1998年10月より木曜20時台に移動してから板東が降板し、当番組を降板していた所が新たにレギュラーに加わった（その後2012年9月に所も降板）。
- 快脳!マジかるハテナ - 当番組のコンセプトを受け継いだ番組。2012年10月～2013年8月。
- クイズタイムリープ - AI技術と合成により、本番組に現代の出演者が登場し、板東などと掛け合いながら、当時の解答者と対決する。2024年8月と同年12月、2025年8月に放送された[16][17]。
- 日テレ系クイズフェスティバル2025春〜豪華芸能人が平成の名物クイズに挑戦SP〜（2025年4月11日）番組内で「マジカルシャウト」、「マジカルアート伝言バトル」が行われた[18]。

## 海外版
韓国MBCで『推理特急（도전! 추리특급）』という当番組とほとんど同じ番組が放映され、所が出演している『世界まる見え!テレビ特捜部』でも紹介された（韓国で当時放送されていたクイズ番組をいくつか紹介したVTR）。『あるなしクイズ』に似たクイズが紹介されたほか、出題中に解答者がヘッドホンをする、「ナイショ」（『推理特急』では×印）、セット（『マジカル』の2代目を意識したものになっているものの檻はない）など、「居残り早押しクイズ」のスタイルに似せた演出を『マジカル』と比較して紹介した。